# 16. Januar
Der 16. Januar (auch 16. Jänner) ist der 16. Tag des gregorianischen Kalenders, somit bleiben 349 Tage (in Schaltjahren 350 Tage) bis zum Jahresende.

## Ereignisse

### Politik und Weltgeschehen

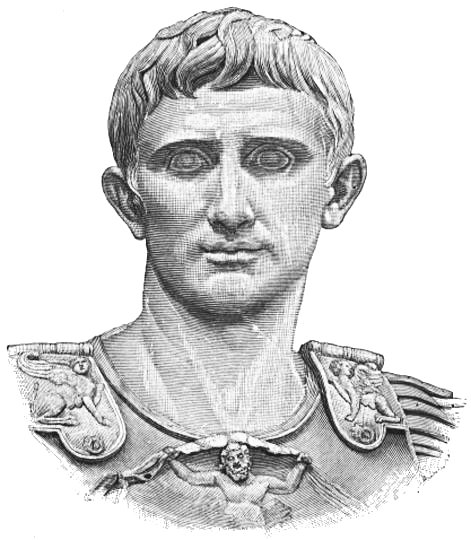
27 v. Chr.: Augustus

- 27 v. Chr.: Im Zuge des mehrtägigen Staatsaktes zur Beendigung des Bürgerkriegs in Rom erhält Octavian vom römischen Senat auf Vorschlag von Lucius Munatius Plancus den Ehrentitel Augustus (Erhabener). Das gilt als Gründungsdatum des Prinzipats.

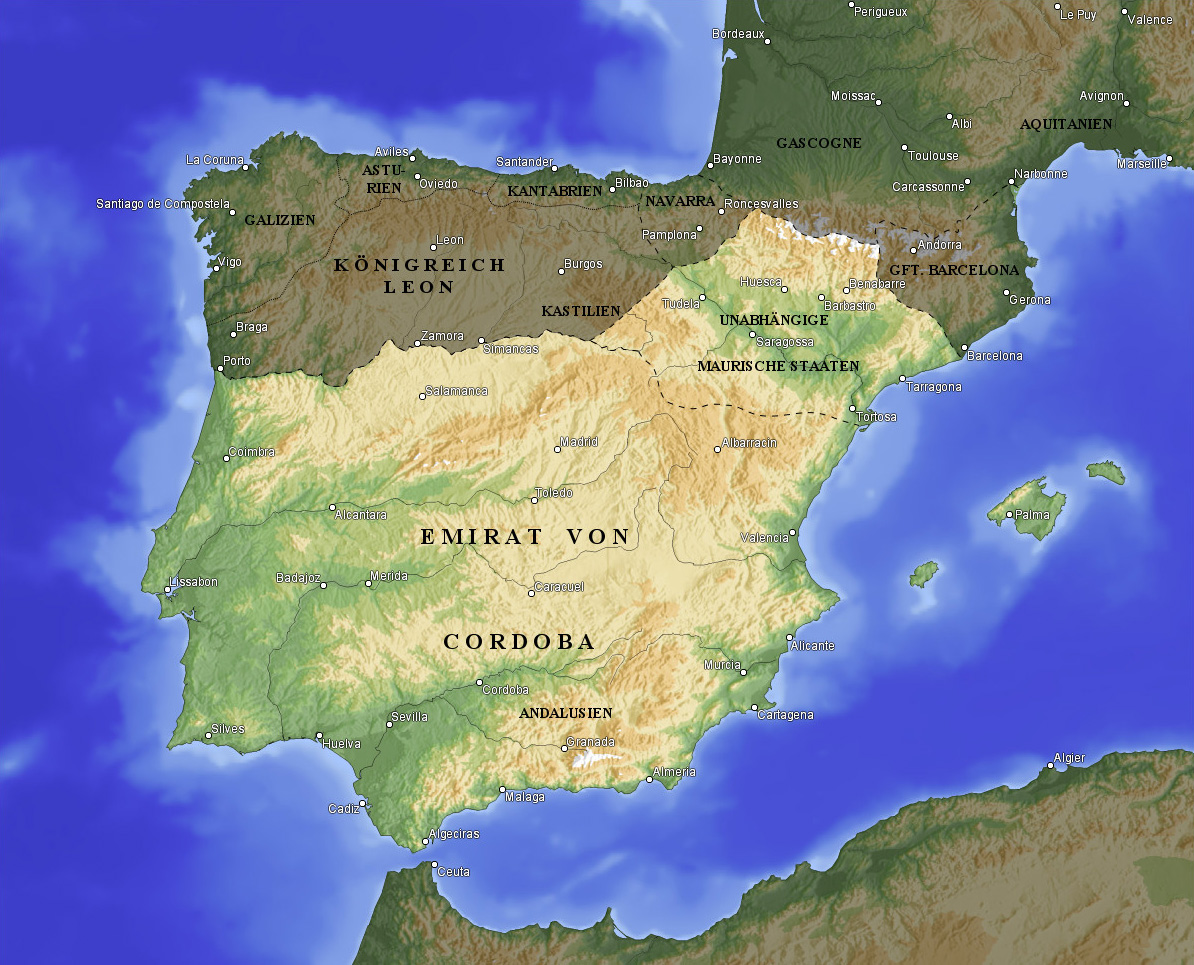
929: Kalifat von Córdoba

- 929: Abd ar-Rahman III., der bisherige Emir von Córdoba, nimmt den Kalifentitel an und wandelt sein Reich damit zum Kalifat.
- 1082: Ein Heer der Normannen unter Robert Guiskard nimmt die byzantinische Hafenstadt Durazzo ein.
- 1547: Der 16-jährige Iwan IV. wird erster gekrönter Zar Russlands. Die Regierungszeit des erst später und vor allem im Westen als Iwan der Schreckliche bekannt gewordenen Monarchen steht zunächst im Zeichen von Modernisierungen.
- 1556: Im Zuge der schrittweisen Abdankung Karls V. übernimmt dessen Sohn Philipp das spanische Königreich und seine Kolonien.
- 1756: Die Konvention von Westminster, ein Garantievertrag zwischen Preußen unter Friedrich II. und Großbritannien unter Georg II., kommt zustande. Das als Friedensgarantie gedachte Defensivbündnis führt jedoch zur Umkehrung der Allianzen in Europa und fördert damit das Entstehen des Siebenjährigen Krieges.
- 1761: Die Briten erobern in Französisch-Indien die Stadt Pondicherry und zerstören sie fast vollständig.

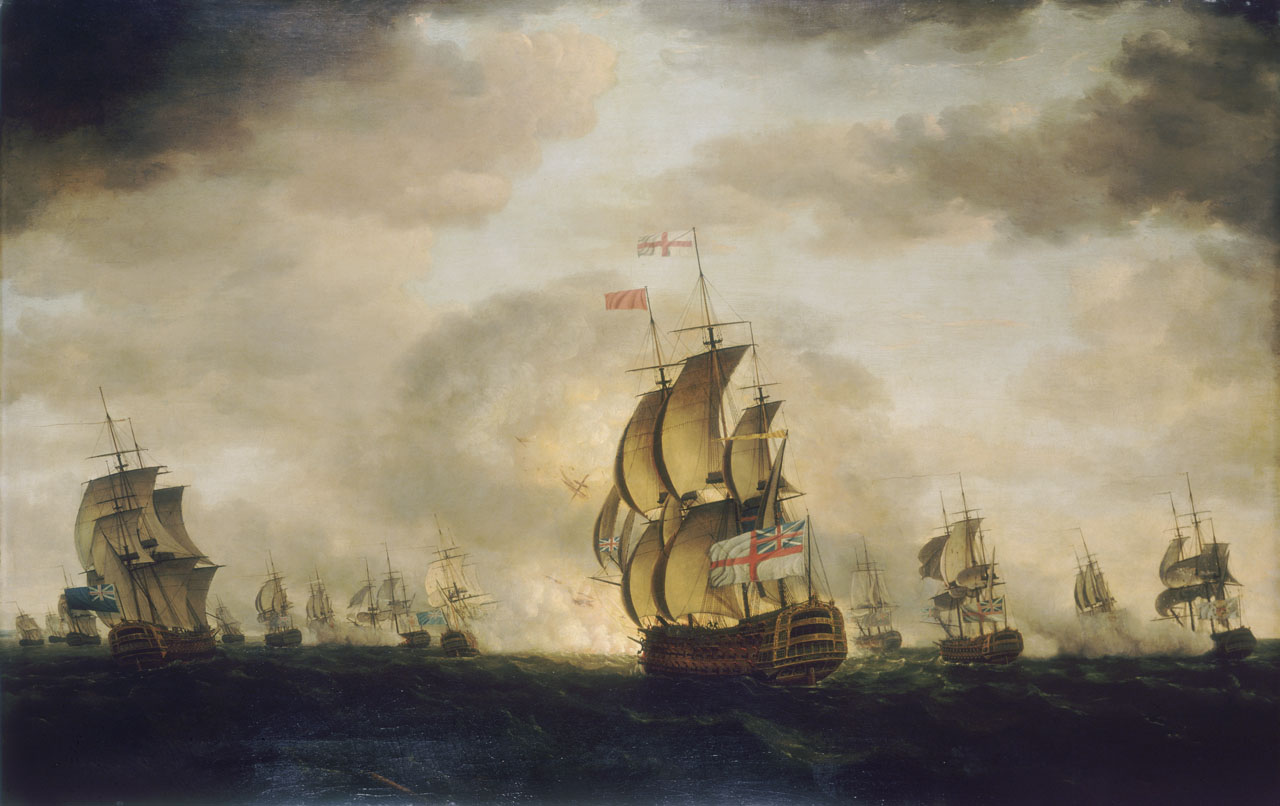
1780: Seeschlacht bei Kap St. Vincent

- 1780: Eine britische Flotte unter Admiral George Rodney, 1. Baron Rodney vernichtet in der Seeschlacht bei Kap St. Vincent ein spanisches Geschwader, von dessen neun Linienschiffen sechs erobert und eines versenkt werden.

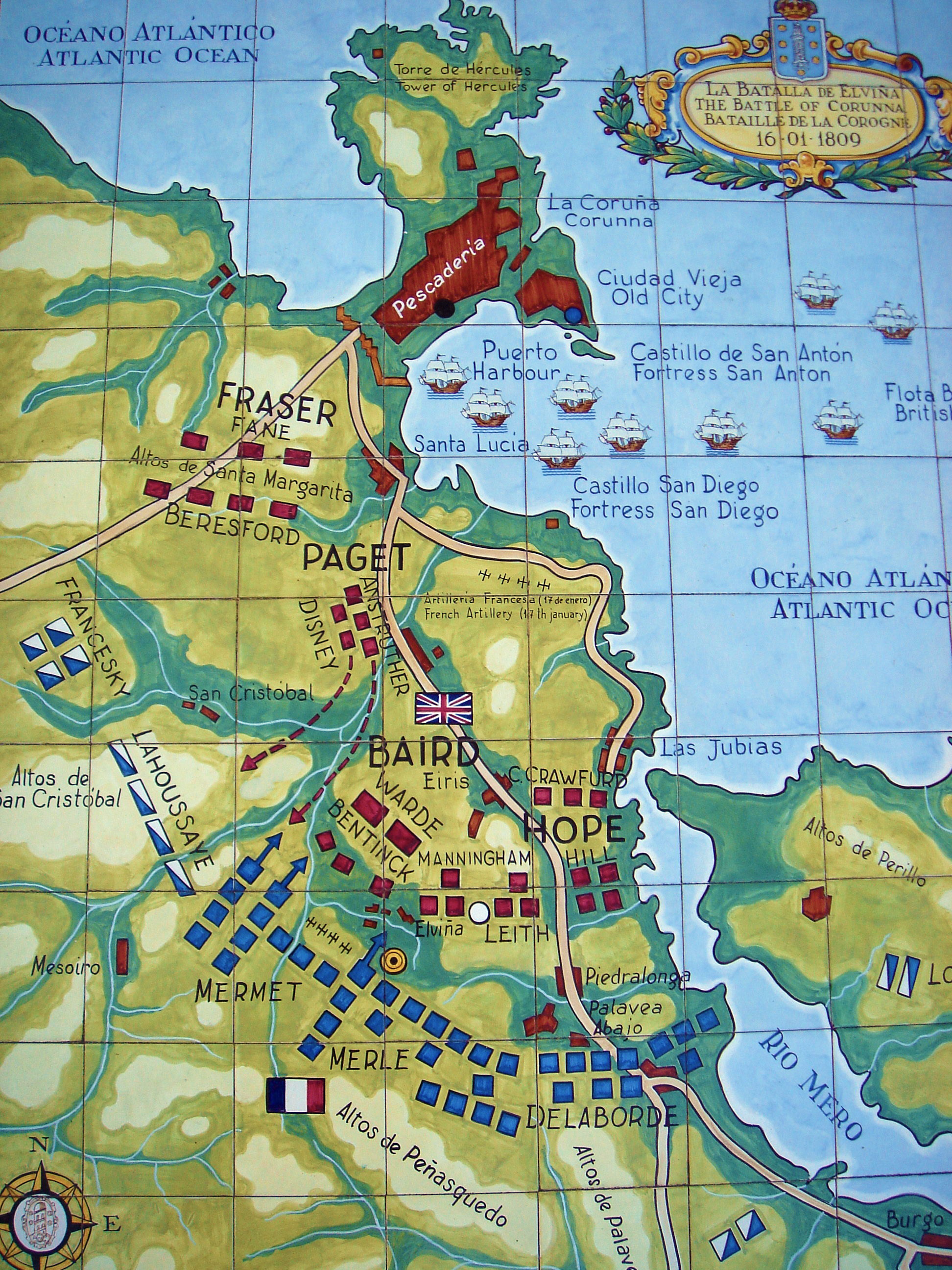
1809: Schlacht von La Coruña

- 1809: Dem britischen General John Moore gelingt es, während der Napoleonischen Kriege auf der Iberischen Halbinsel die französischen Truppen unter General Nicolas Jean-de-Dieu Soult in der Schlacht bei La Coruña so lange aufzuhalten, bis alle Truppen aus der Stadt evakuiert sind, er kommt dabei jedoch selbst ums Leben.
- 1839: Großbritannien erobert die jemenitische Stadt Aden von den Osmanen.
- 1864: Das Kaisertum Österreich und Preußen stellen Dänemark ein auf 48 Stunden befristetes Ultimatum, die Novemberverfassung aufzuheben und das Herzogtum Schleswig zu räumen. Da Dänemark darauf nicht reagiert, kommt es wenige Tage später zum Deutsch-Dänischen Krieg.
- 1878: Russische Truppen erobern im Krieg gegen das Osmanische Reich mit Plowdiw die zu diesem Zeitpunkt größte Stadt Bulgariens.
- 1920: Der genau ein Jahr zuvor von US-Präsident Woodrow Wilson ratifizierte 18. Zusatzartikel zur Verfassung der Vereinigten Staaten, der Herstellung, Verkauf und Transport von berauschenden Mitteln verbietet, tritt in Kraft. Damit beginnt die Prohibition in den USA.

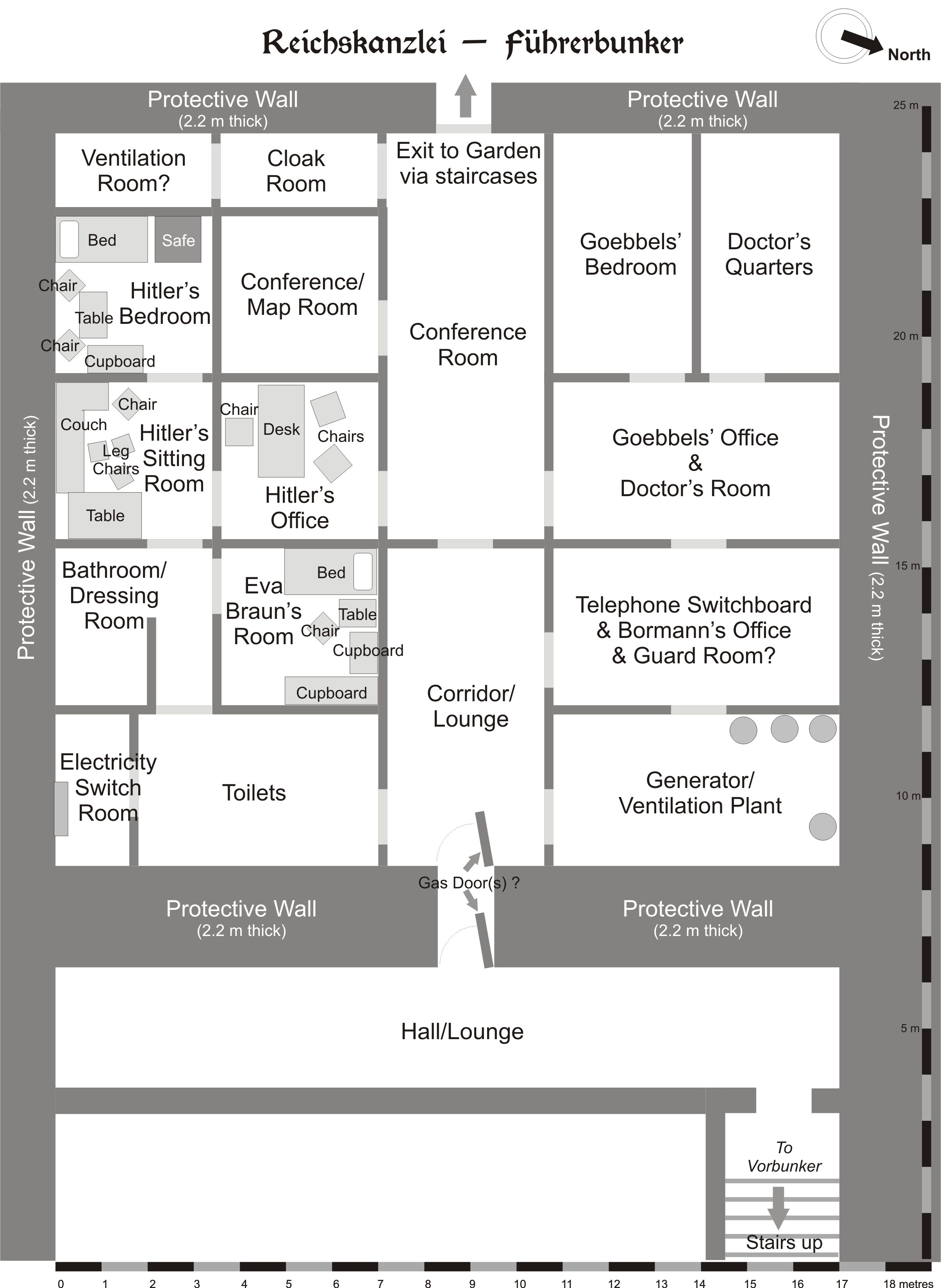
1945: Übersicht über den Führerbunker

- 1945: Adolf Hitler verlegt im Zweiten Weltkrieg innerhalb Berlins das Führerhauptquartier auf Grund der immer prekärer werdenden Lage in den kurz zuvor fertiggestellten Führerbunker.

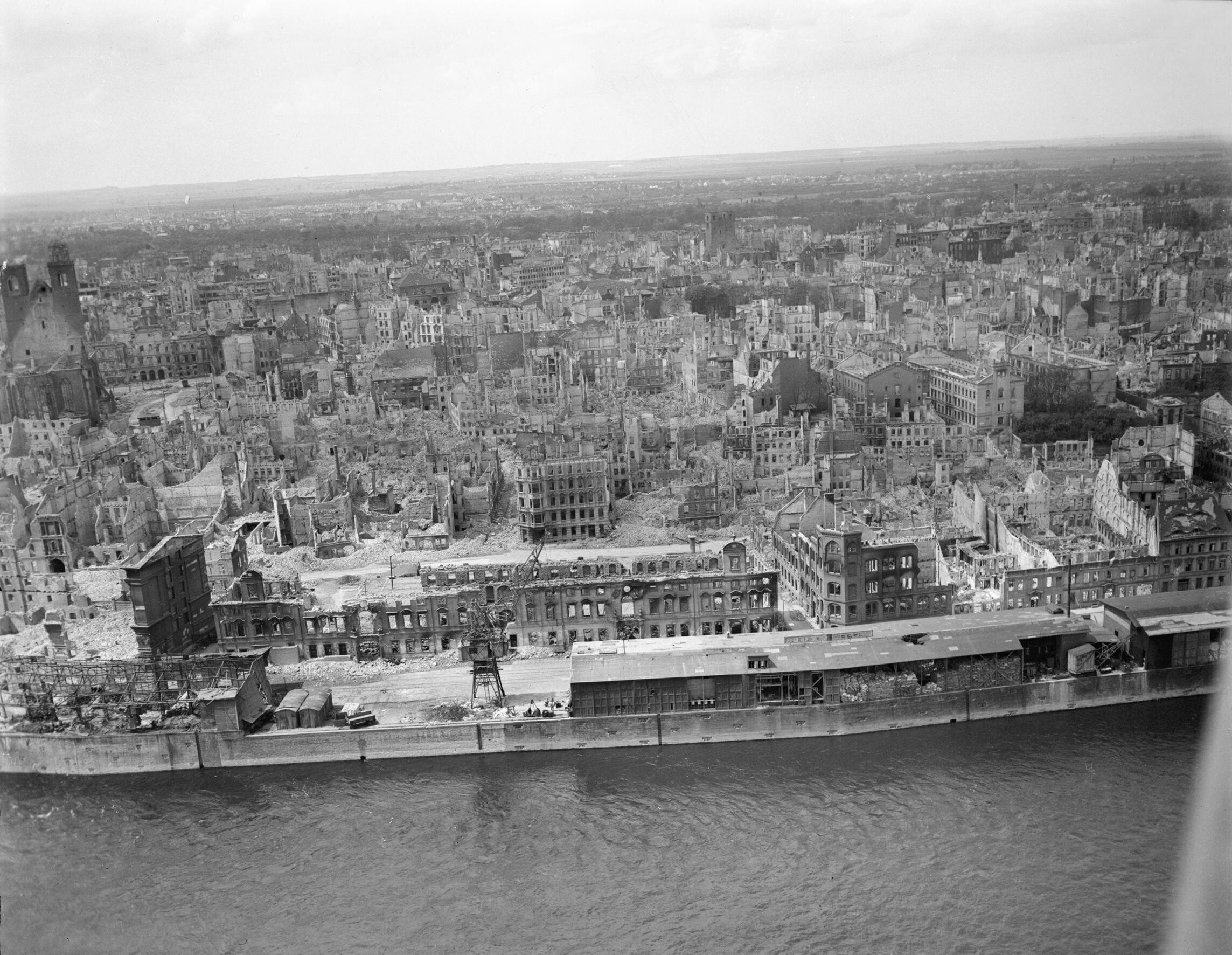
1945: Magdeburg nach dem Angriff

- 1945: Große Teile von Magdeburg werden durch einen Luftangriff im Zweiten Weltkrieg zerstört.
- 1964: Panama weist die Botschaftsangehörigen der USA aus, Anlass ist der Flaggenstreit.
- 1969: Der Student Jan Palach verbrennt sich aus Protest gegen die Niederschlagung des Prager Frühlings in der Tschechoslowakei auf dem Prager Wenzelsplatz selbst.
- 1979: Schah Mohammad Reza Pahlavi verlässt im Zuge der Islamischen Revolution den Iran und geht ins Exil nach Ägypten.
- 1988: Im bulgarischen Septemwri wird von 16 ehemaligen politischen Gefangenen die Unabhängige Gesellschaft zum Schutz der Menschenrechte gegründet, die erste oppositionelle Organisation in der kommunistischen Volksrepublik Bulgarien.
- 1992: Im mexikanischen Chapultepec wird der Frieden von Chapultepec unterzeichnet, der den zehnjährigen Bürgerkrieg zwischen der el salvadorianischen Regierung und der Guerillabewegung Frente Farabundo Martí para la Liberación Nacional beendet.
- 1996: In Sierra Leone wird der 1992 an die Macht gelangte Staatschef Valentine Strasser durch einen Putsch gestürzt und ins Exil getrieben. Sein Stellvertreter Julius Maada Bio ersetzt ihn.
- 1998: Der Deutsche Bundestag verabschiedet die umstrittene Änderung von Artikel 13 des Deutschen Grundgesetzes, mit der die akustische Wohnraumüberwachung zu Zwecken der Strafverfolgung ermöglicht wird.
- 2001: Der Staatspräsident der Demokratischen Republik Kongo, Laurent-Désiré Kabila, fällt einem Attentat zum Opfer. Die Hintergründe des Anschlags, der fast genau 40 Jahre nach der Ermordung des afrikanischen Freiheitshelden Patrice Lumumba erfolgt, bleiben ungeklärt.
- 2002: Nach dem Sieg über die Rebellenorganisation Revolutionary United Front unter Foday Sankoh schließt die Regierung Sierra Leones unter Ahmad Tejan Kabbah mit den Vereinten Nationen einen Vertrag zur Errichtung eines Sondergerichtshofes zur Verfolgung von Kriegsverbrechen im Bürgerkrieg in Sierra Leone.

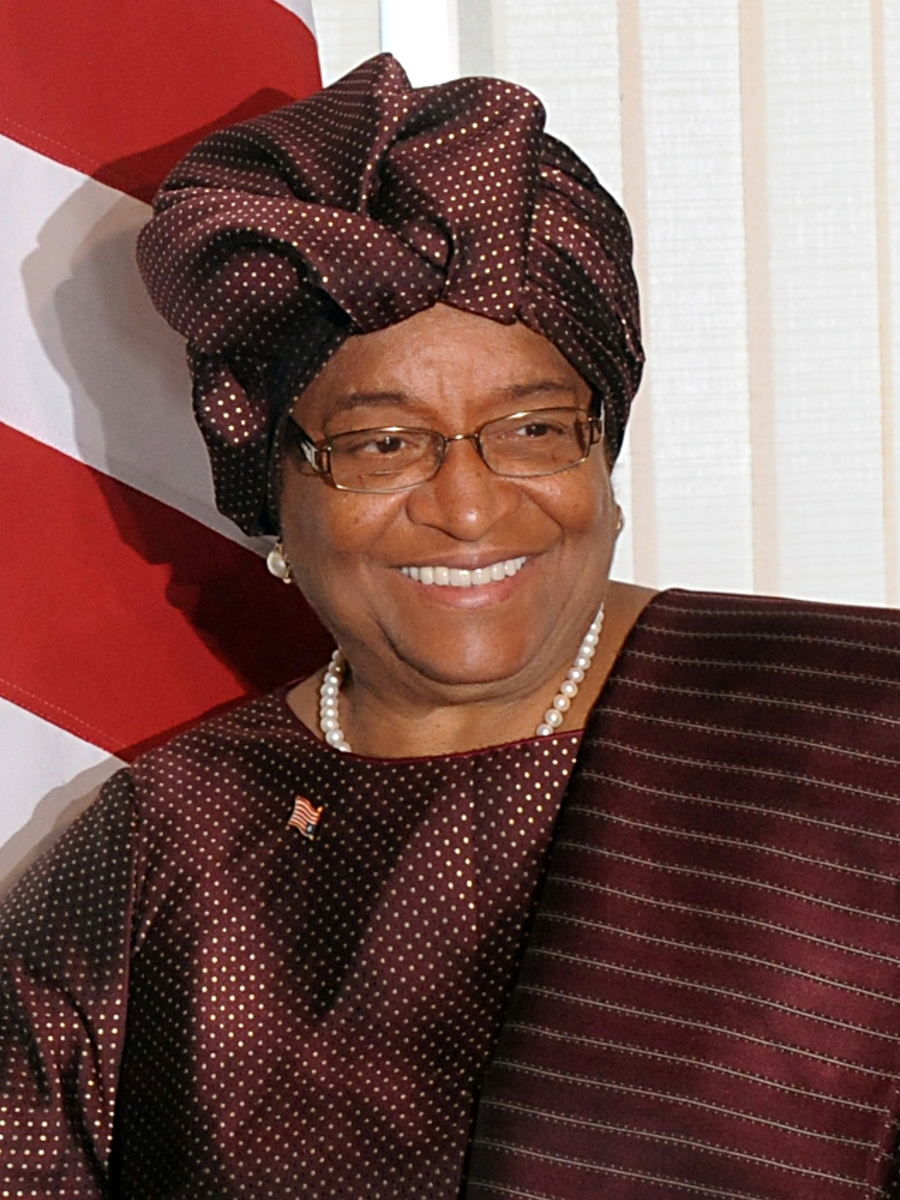
2006: Ellen Johnson Sirleaf

- 2006: Ellen Johnson Sirleaf wird nach ihrem Wahlsieg bei den Präsidentschaftswahlen in Liberia als erste Frau in das Amt eines Staatsoberhaupts eines afrikanischen Staates eingeführt.
- 2007: Bei einem Anschlag in der Al-Mustansiriyya-Universität in Bagdad kommen mindestens 65 Menschen ums Leben, weitere 140 werden verletzt.
- 2015: US-Präsident Barack Obama setzt zahlreiche Erleichterungen des seit mehr als 50 Jahren bestehenden Wirtschaftsembargos gegen Kuba in Kraft. Wesentliche Teile, zu deren Aufhebung die Zustimmung des US-Kongresses notwendig ist, bleiben jedoch weiterhin bestehen.

### Wirtschaft

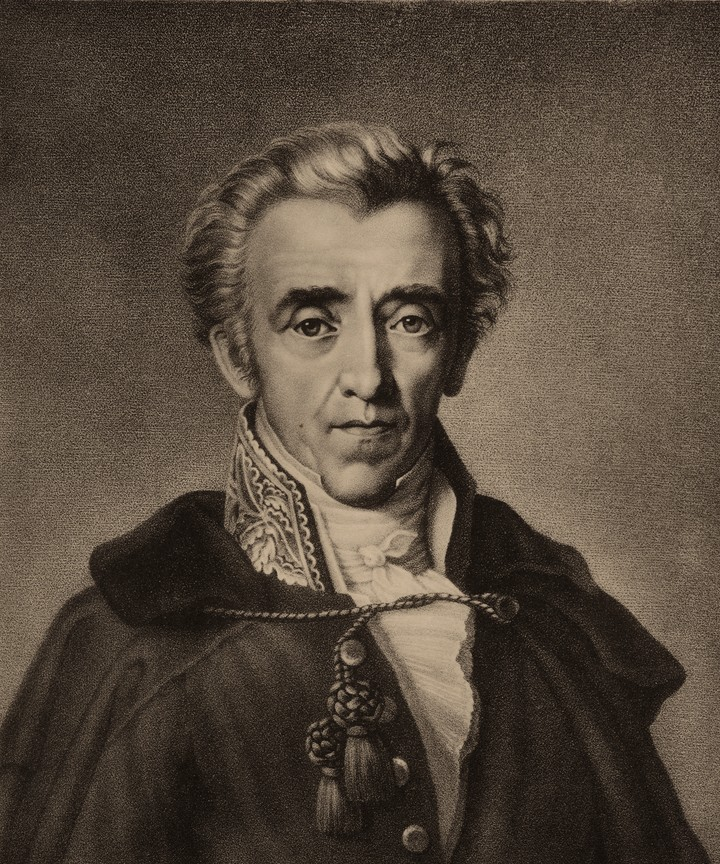
1807: Johann Friedrich Cotta

- 1807: Die von Johann Friedrich Cotta herausgegebene Allgemeine Zeitung erscheint erstmals in Augsburg, wohin Cotta wegen der württembergischen Zensur ausgewichen ist. Hier wird das einflussreiche liberale Blatt eine wichtige Stimme im Vormärz.
- 1945: Das Automobilunternehmen Renault wird von Frankreich verstaatlicht.
- 1983: Das deutsche Zündwarenmonopol endet.

### Wissenschaft und Technik
- 1909: Die beiden australischen Geologen Tannatt William Edgeworth David und Douglas Mawson erreichen zusammen mit dem schottischen Arzt Alistair Mackay während der Nimrod-Expedition unter Ernest Shackleton als erste den magnetischen Südpol.
- 1969: Den beiden sowjetischen Raumschiffen Sojus 4 und Sojus 5 gelingt das erste Andockmanöver im Weltraum. Die beiden Bordingenieure Jewgeni Wassiljewitsch Chrunow und Alexei Stanislawowitsch Jelissejew unternehmen einen Weltraumausstieg und steigen von Sojus 5 nach Sojus 4 um.

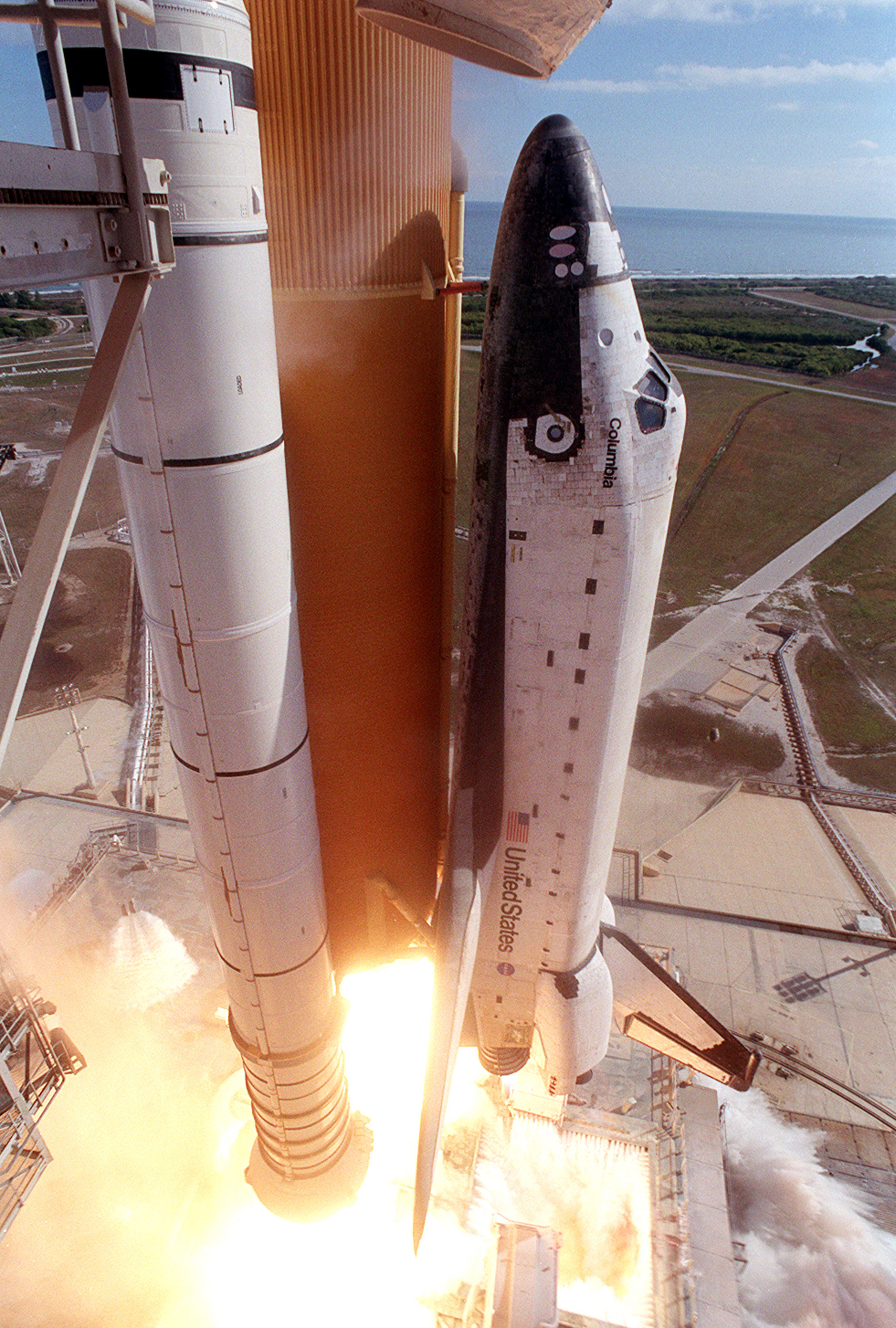
2003: Letzter Start der Columbia

- 2003: Das Space Shuttle Columbia startet zu seiner letzten Mission ins All. Bei der Landung 16 Tage später verglüht die Raumfähre in der Atmosphäre, die sieben Astronauten an Bord sterben.

### Kultur

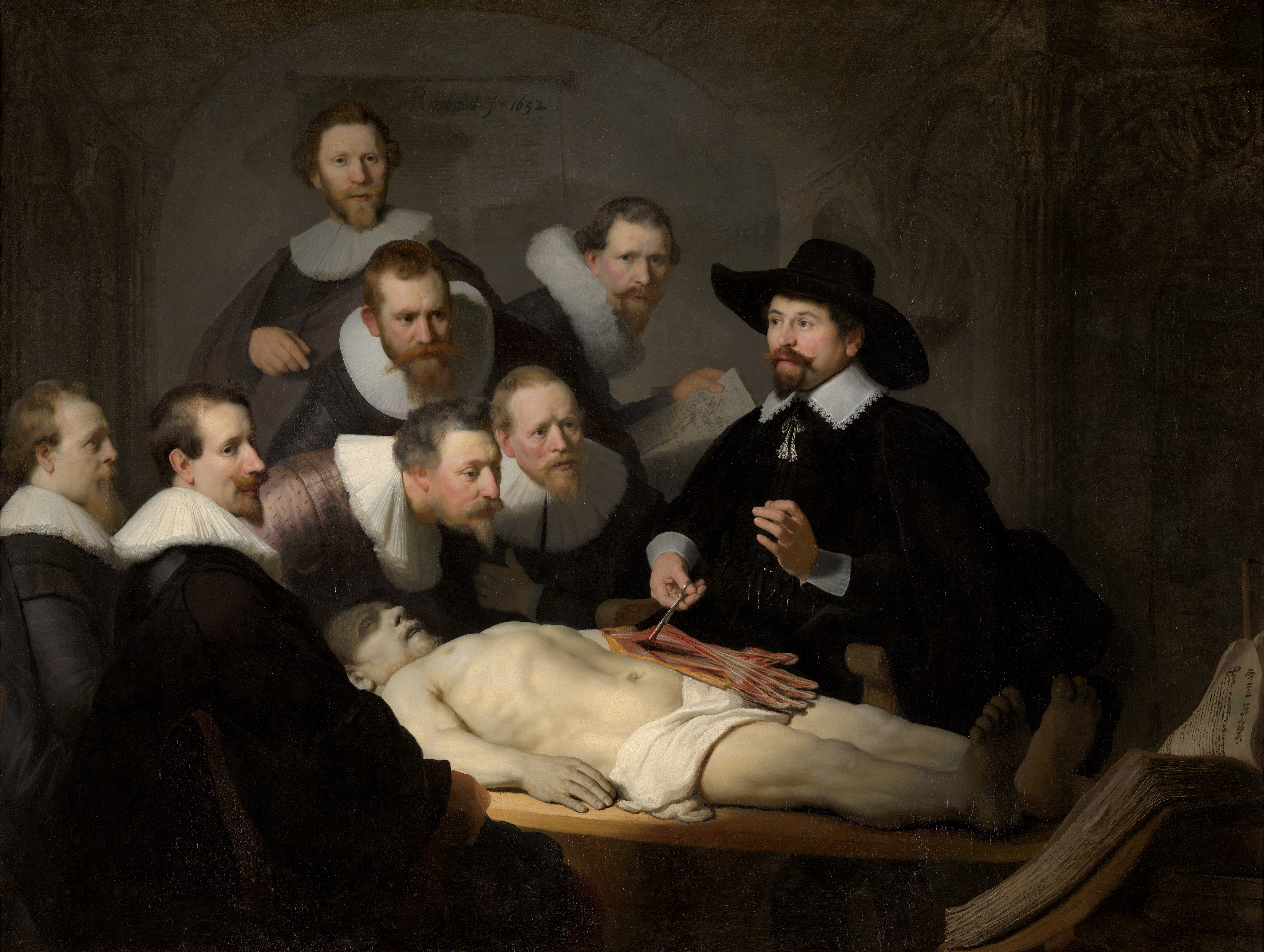
1632: Die Anatomie des Dr. Tulp

- 1632: Rembrandt van Rijn ist bei einer Vorlesung des Mediziners Nicolaes Tulp anwesend, bei der dieser die Leiche des Straßenräubers Adriaan Adriaanszoon obduziert. Nach diesem Erlebnis entsteht das Bild Die Anatomie des Dr. Tulp.
- 1739: Im Haymarket Theatre findet in London die Uraufführung von Georg Friedrich Händels Oratorium Saul statt.
- 1800: Am Théâtre Feydeau in Paris erfolgt die Uraufführung der Oper Les deux journées (Der Wasserträger) von Luigi Cherubini.
- 1843: An der Opéra-Comique in Paris wird die komische Oper Le Part du diable (Des Teufels Anteil) von Daniel-François-Esprit Auber uraufgeführt.
- 1861: Am Théâtre-Lyrique auf dem Boulevard du Temple in Paris erfolgt die Uraufführung der Oper La Madone von Louis Lacombe.
- 1869: Am Théâtre des Bouffes-Parisiens in Paris findet die Uraufführung der Operette L’Ecossais de Chatou von Léo Delibes statt.
- 1876: In Mannheim wird die romantische Oper Die Hochländer von Franz von Holstein uraufgeführt.
- 1918: Die Dresdner Künstlervereinigung Die Zunft löst sich auf.
- 1938: Benny Goodman gibt mit seinem Orchester in der Carnegie Hall in New York City ein berühmt gewordenes Jazz-Konzert. Dieser Musikstil wird nach der gleichzeitigen Radioübertragung ein großer Erfolg.
- 1957: In Liverpool eröffnet der Cavern Club seine Pforten. Er gilt als die Wiege der britischen Beatmusik.
- 1962: In Jamaika beginnen die Dreharbeiten des ersten James-Bond-Films: James Bond – 007 jagt Dr. No.
- 1995: Der ORF-Jugendsender FM4 geht auf Sendung.
- 2003: Der US-amerikanische Science Fiction-Film Star Trek - Nemesis startet in den deutschen Kinos. Es ist der zehnte Film dieser Reihe und zugleich der vierte und letzte Film der sogenannten The Next Generation-Crew.

### Gesellschaft
- 1936: Der US-amerikanische Serienmörder Albert Fish wird auf dem elektrischen Stuhl hingerichtet. Die Anzahl seiner Opfer ist unbestimmt; man vermutet 16 oder mehr.
- 1972: Das deutsche Bundesinnenministerium verfügt, dass der Gebrauch der Bezeichnung „Fräulein“ in Bundesbehörden zu unterlassen sei. Für jede weibliche Erwachsene ist die Anrede „Frau“ zu verwenden.
- 1996: Die humanitäre Organisation Menschen gegen Minen zur Unterstützung von Nichtregierungsorganisationen beim Räumen von Landminen und beim Aufbau von Infrastrukturen in Nachkriegsszenarien wird in Deutschland gegründet.

### Religion
- 1946: Papst Pius XII. verleiht dem heiligen Antonius von Padua den Titel Kirchenlehrer.

### Katastrophen
- 1219: Bei der Ersten Marcellusflut, einer schweren Sturmflut an der Nordseeküste, kommen ungefähr 36.000 Menschen um, Westfriesland ist am schwersten betroffen.
- 1362: Während der Zweiten Marcellusflut geht die friesische Ortschaft Rungholt unter, was mehr als 500 Jahre später Detlev von Liliencron zu seinem Gedicht Trutz, blanke Hans inspiriert. Die ersten Halligen entstehen.
- 1511: Die Antoniflut bricht zusammen mit starkem Eisgang über Ostfriesland herein. Viele Dörfer und Kirchspiele müssen aufgegeben werden. Erhebliche Landverluste gibt es an Dollart und Jadebusen.

Kleinere Unglücksfälle sind in den Unterartikeln von Katastrophe und in der Liste von Katastrophen aufgeführt.

### Sport
- 2018: Das Bundesarbeitsgericht (BAG) in Erfurt urteilt einen seit Jahren andauernden Rechtsstreit zwischen dem ehemaligen deutschen Fußball-Torhüter Heinz Müller und dem 1. FSV Mainz 05. Deutsche Fußballvereine dürfen Profifußballern auch künftig befristete Verträge geben.

Einträge von Leichtathletik-Weltrekorden befinden sich unter der jeweiligen Disziplin unter Leichtathletik.

## Geboren

### Vor dem 18. Jahrhundert
- 0972: Liao Shengzong, Kaiser der Liao-Dynastie im Norden des heutigen Chinas
- 1093: Isaak Komnenos, byzantinischer Prinz und Thronprätendent aus der Dynastie der Komnenen
- 1245: Edmund Crouchback, 1. Earl of Lancaster, Sohn von Heinrich III. und Lord High Steward von England
- 1362: Robert de Vere, Duke of Ireland, Berater Richards II.
- 1409: René I., Titularkönig von Neapel
- 1443: Erasmo da Narni, genannt Gattamelata, italienischer Condottiere
- 1516: Bayinnaung, König der Taungoo-Dynastie im heutigen Birma
- 1537: Albrecht VII., Graf von Schwarzburg-Rudolstadt
- 1538: Johann Friedrich III., Fürst aus der ernestinischen Linie der Wettiner, Herzog zu Sachsen
- 1549: Johannes Pappus, lutherischer Theologe und Konfessionalist
- 1558: Jakobe von Baden-Baden, Markgräfin von Baden und Herzogin von Jülich-Kleve-Berg
- 1558: Lavinia della Rovere, Prinzessin von Urbino
- 1577: Gottfried zu Castell-Rüdenhausen, Herrscher der Grafschaft Castell
- 1590: Johannes Steuber, deutscher Hebraist und Theologe
- 1605: Shahriyar, Sohn des Großmoguln Jahangir und Bruder von Shah Jahan

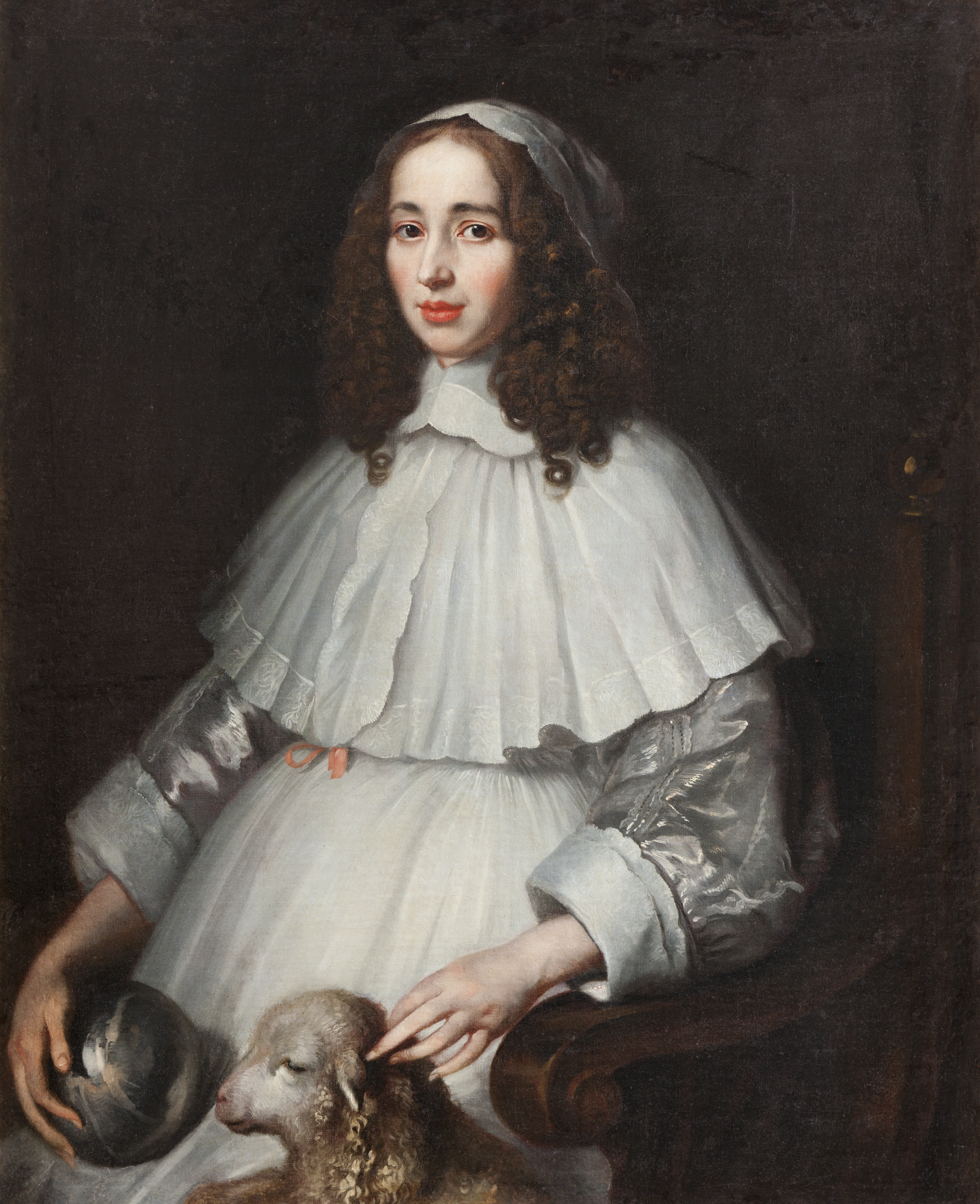
Anna Margareta Wrangel (* 1622)

- 1622: Anna Margareta Wrangel, Ehefrau des schwedischen Staatsmannes Carl Gustav Wrangel
- 1626: Lucas Achtschellinck, flämischer Landschaftsmaler
- 1630: Har Rai, siebter Guru des Sikhismus
- 1633: Detlev von Ahlefeldt, Domherr des Domkapitels des Lübecker Doms
- 1637: Franz Kaspar von Stadion, Fürstbischof von Lavant
- 1641: Pontiaan van Hattem, niederländischer Theologe und Religionsphilosoph
- 1653: Johann Conrad Brunner, Schweizer Arzt
- 1655: Bernard de Montfaucon, französischer Gelehrter
- 1671: John Wentworth, britischer Vizegouverneur in New Hampshire
- 1672: Francesco Mancini, italienischer Kapellmeister und Komponist
- 1675: Louis de Rouvroy, Herzog von Saint-Simon, französischer Politiker und Schriftsteller
- 1680: Giampaolo De Dominici, italienischer Schauspieler, Sänger und Komponist
- 1698: Johann Christoph Struchtmeyer, deutscher reformierter Theologe, Historiker und Rhetoriker
- 1699: Franz Christoph Anton von Hohenzollern-Sigmaringen, Domherr verschiedener Domkapitel und kurkölnischer Premierminister

### 18. Jahrhundert
- 1701: Christoph Gottfried Ungibauer, evangelischer Pfarrer, Autor theologischer Schriften und Förderer des Kartoffelanbaus nahe Leipzig
- 1724: Per Krafft der Ältere, schwedischer Maler
- 1726: Daniel Funk, Schweizer Uhrmacher
- 1728: Niccolò Piccinni, italienischer Komponist
- 1731: Johann Joachim Christoph Bode, deutscher Übersetzer

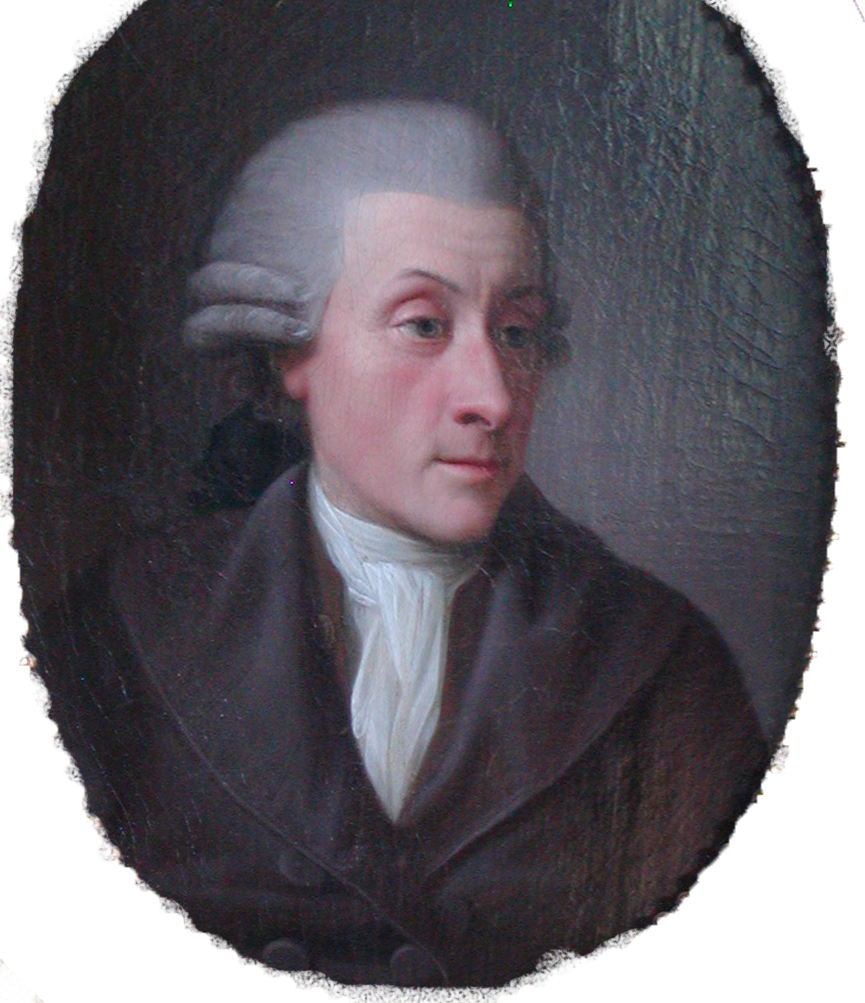
Tyge Rothe (* 1731)

- 1731: Tyge Rothe, dänischer Schriftsteller
- 1734: John A. Treutlen, US-amerikanischer Politiker, Gouverneur von Georgia
- 1735: Karl Christian, Fürst von Nassau-Weilburg
- 1745: Antonio José Cavanilles, spanischer Botaniker
- 1746: Johann Helfrich von Müller, deutscher Bauingenieur und Oberstleutnant

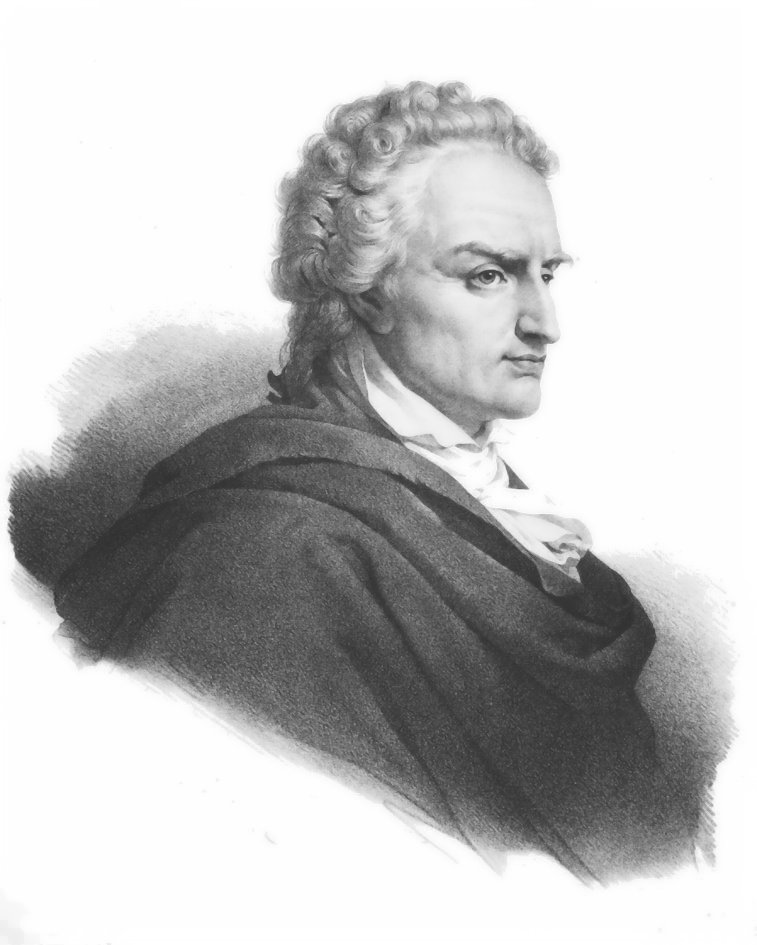
Vittorio Alfieri (* 1749)

- 1749: Vittorio Alfieri, italienischer Dichter und Dramatiker
- 1749: Johann Gottlieb Bärstecher, deutscher Verleger, Theatertheoretiker, Deputierter und Revolutionär
- 1749: Michael Konrad Wankel, deutscher Gerbermeister und Abgeordneter des ersten Bayerischen Landtags
- 1752: Nicolas François Guillard, französischer Librettist
- 1757: Samuel McIntire, US-amerikanischer Architekt und Künstler
- 1763: Franz von Walsegg, österreichischer Adeliger und Hobbykomponist, Auftraggeber für Mozarts Requiem
- 1766: Christoph Ammon, deutscher protestantischer Theologe
- 1768: Carl Andreas Göpfert, deutscher Komponist
- 1771: Christoph Maurus Fuchs, deutscher Maler
- 1771: Joseph Antoine Morio, französischer Offizier und Kriegsminister des Königreichs Westphalen
- 1776: Johann Heinrich Moritz von Poppe, deutscher Mathematiker und Physiker
- 1785: Simon Kramer, österreichischer Räuber (Robin Hood von Kärnten)
- 1791: Henryk Dembiński, polnischer General
- 1792: Rudolf André, deutscher Landwirt und Autor
- 1792: Adam Karl Wilhelm Nikolaus Paul Eugen, Prinz von Württemberg und Offizier
- 1794: Maximilian Joseph von Chelius, deutscher Augenarzt und Chirurg
- 1795: Carl Christian Rafn, dänischer Altertumsforscher

### 19. Jahrhundert

#### 1801–1850
- 1801: Thomas Clausen, dänischer Astronom
- 1801: Ludwig Leopold Liebig, deutscher Gärtner und Pflanzenzüchter

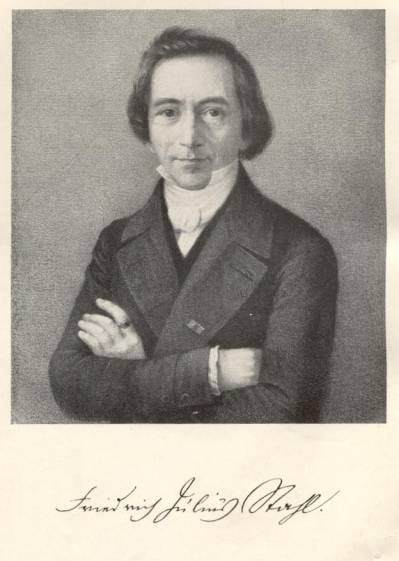
Friedrich Julius Stahl (* 1802)

- 1802: Friedrich Julius Stahl, deutscher Rechtsphilosoph, Jurist, preußischer Kronsyndikus und Politiker
- 1806: Bernhard von Neher, deutscher Maler
- 1808: Charles Wellesley, britischer General und Politiker
- 1810: Karl Grunert, deutscher Schauspieler
- 1811: Johann Dzierzon, schlesischer Priester und Naturforscher
- 1813: Georges Darboy, Erzbischof von Paris
- 1814: Josip Mihalović, ungarisch-kroatischer Geistlicher, Kardinal-Erzbischof von Agram (Zagreb)
- 1815: Henry Wager Halleck, US-amerikanischer General
- 1816: Paula Elisabeth Cerioli, italienische Ordensgründerin
- 1816: Adolph Oppenheim, deutscher Landwirt und Rittergutsbesitzer
- 1816: John Palmer Usher, US-amerikanischer Politiker
- 1818: Ferdinand Kommerell, deutscher Mathematiker
- 1818: Carl Wilhelm August Strandberg, schwedischer Autor und Journalist
- 1819: Heinrich Wilhelm Stoll, deutscher Altphilologe
- 1820: Johannes Rebmann, deutscher Missionar und Afrikareisender
- 1820: Pierre Louis Rouillard, französischer Bildhauer
- 1821: John C. Breckinridge, US-amerikanischer Vizepräsident, Senator und Abgeordneter für Kentucky, General und Kriegsminister der Konföderierten im Sezessionskrieg

Adelbert Delbrück (* 1822)

- 1822: Adelbert Delbrück, deutscher Unternehmer und Bankier
- 1822: Henri d’Orléans, duc d’Aumale, französischer General, Historiker und Kunstsammler
- 1823: Louise Zeller, deutsche Autorin historischer Romane
- 1825: Carl Abraham Pihl, norwegischer Eisenbahnpionier

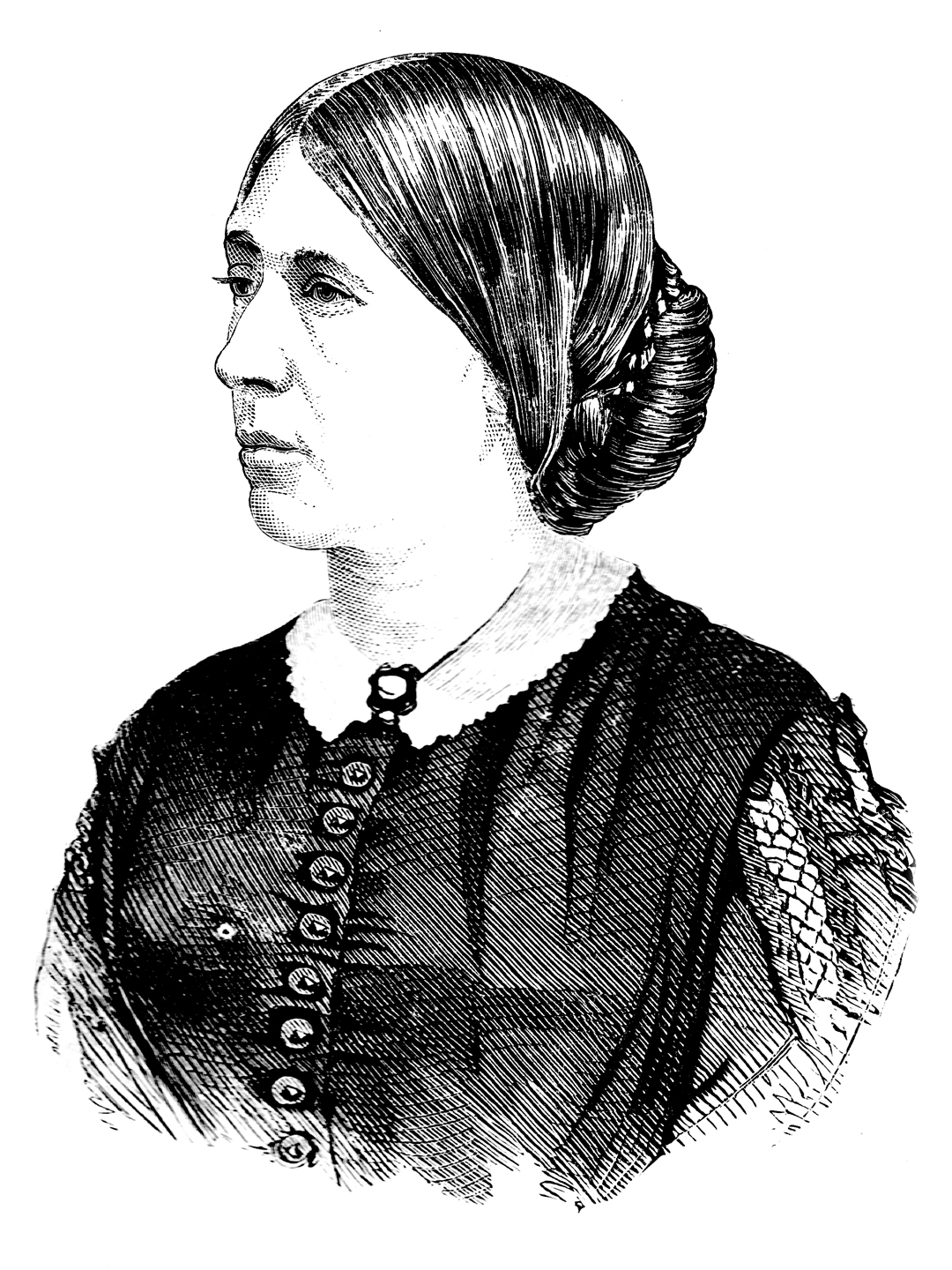
Julia Grant (* 1826)

- 1826: Julia Grant, US-amerikanische First Lady
- 1828: Jules Anglès, französischer Politiker
- 1828: Karl Gottfried Mäser, deutscher mormonischer Theologe und Pädagoge
- 1828: Félix Gustave Saussier, französischer General und Abgeordneter
- 1829: Włodzimierz Spasowicz, polnischer Jurist und Literaturwissenschaftler
- 1831: Karl Alexander zur Lippe, deutscher Adliger, entmündigter Regent
- 1834: Otto Glagau, deutscher Journalist und Schriftsteller
- 1836: Franz II., König von Sizilien und Neapel
- 1838: Franz Brentano, deutscher Philosoph und Psychologe
- 1843: Adolf von Brüning, deutscher Industrieller Chemiker und Politiker
- 1844: Friedrich Heinrich Suso Denifle, österreichischer Kirchenhistoriker und Dominikaner
- 1844: Ismail Qemali, albanischer Politiker und Publizist, Premierminister
- 1844: Paul Singer, deutscher Fabrikant, SPD-Mitbegründer, MdR
- 1845: Charles Dwight Sigsbee, US-amerikanischer Marineoffizier
- 1847: Kálmán Mikszáth, ungarischer Schriftsteller
- 1848: Otto Techow, deutscher Architekt und preußischer Baubeamter
- 1849: Juhana Heikki Erkko, finnischer Schriftsteller
- 1850: Eduard Pelissier, deutscher Gymnasiallehrer und Historiker

#### 1851–1900
- 1852: Stephan Burián, österreichisch-ungarischer Politiker
- 1853: Josef Maurer, katholischer Pfarrer, Dichter und niederösterreichischer Heimatforscher
- 1853: André Michelin, französischer Industrieller
- 1853: Ian Standish Monteith Hamilton, britischer General

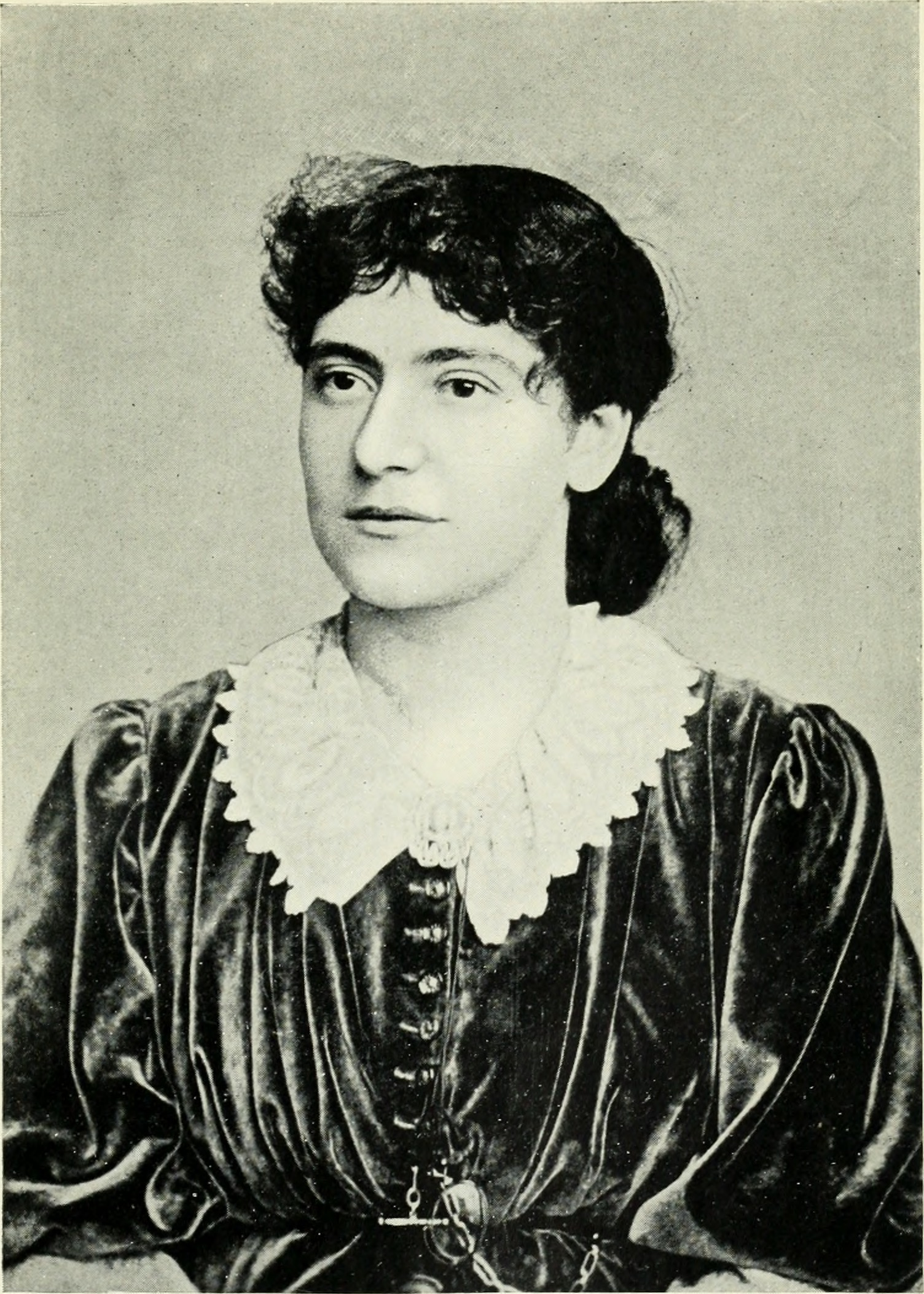
Eleanor Marx (* 1855)

- 1855: Eleanor Marx, deutsch-englische Sozialistin, jüngste Tochter von Karl Marx
- 1857: Anton Kisa, deutsch-böhmischer Kunsthistoriker, Klassischer Archäologe, Museumsdirektor
- 1858: Elwood Mead, US-amerikanischer Ingenieur, Erbauer des Hoover-Damms
- 1858: Eugen Zintgraff, deutscher Afrikaforscher und Kolonialpropagandist
- 1859: Jón Magnússon, isländischer Premierminister
- 1863: Emanuel La Roche, Schweizer Architekt
- 1866: Percy Sinclar Pilcher, britischer Erfinder und ein Pionier der Luftfahrt
- 1868: Armin Otto Leuschner, US-amerikanischer Astronom
- 1868: Woldemar Tranzschel, russischer Botaniker und Mykologe
- 1870: Jimmy Collins, US-amerikanischer Baseballspieler und -manager
- 1870: Jüri Jaakson, estnischer Jurist und Politiker
- 1870: Ludwig Kohlen, deutscher Lokalpolitiker
- 1870: Wilhelm Normann, deutscher Chemiker
- 1872: Henri Büsser, französischer Komponist
- 1872: Edward Gordon Craig, britischer Schauspieler, Regisseur, Bühnenbildner und Grafiker
- 1873: Oskar C. Posa, österreichischer Komponist und Kapellmeister

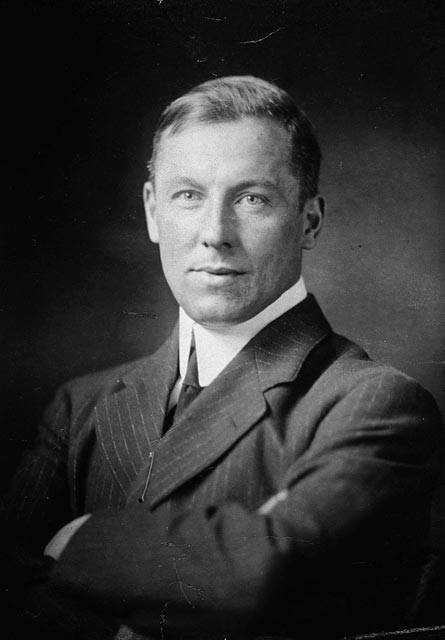
Robert W. Service (* 1874)

- 1874: Robert W. Service, kanadischer Dichter und Novelist
- 1875: Leonor Michaelis, deutsch-US-amerikanischer Biochemiker und Mediziner
- 1875: Ludwig Vierthaler, deutscher Bildhauer
- 1876ː Anna Foà, italienische Entomologin
- 1877: Thomas Hakon Grönwall, schwedischer Mathematiker
- 1880: Leopold Blauensteiner, österreichischer Maler
- 1881: Reine Colaço Osorio-Swaab, niederländische Komponistin
- 1884: Jules Supervielle, uruguayischer Lyriker, Verfasser von Bühnenwerken und Kurzgeschichten
- 1884: Frederick Dewhurst Yates, englischer Schachspieler
- 1885: Władysław Raczkiewicz, polnischer Beamter und Politiker
- 1885: Zhou Zuoren, chinesischer Übersetzer und Autor
- 1887: Kasai Zenzō, japanischer Schriftsteller und Journalist
- 1888: Ossip Maximowitsch Brik, russisch-sowjetischer Avantgarde-Schriftsteller
- 1890: Maura Böckeler, deutsche Benediktinerin, Schriftstellerin und Forscherin über Hildegard von Bingen
- 1890: Karl Freund, deutscher Kameramann
- 1892: Homer Burton Adkins, US-amerikanischer Chemiker
- 1892: Wilhelm von Apell, deutscher Offizier
- 1892: Josef Skupa, tschechischer Puppenspieler

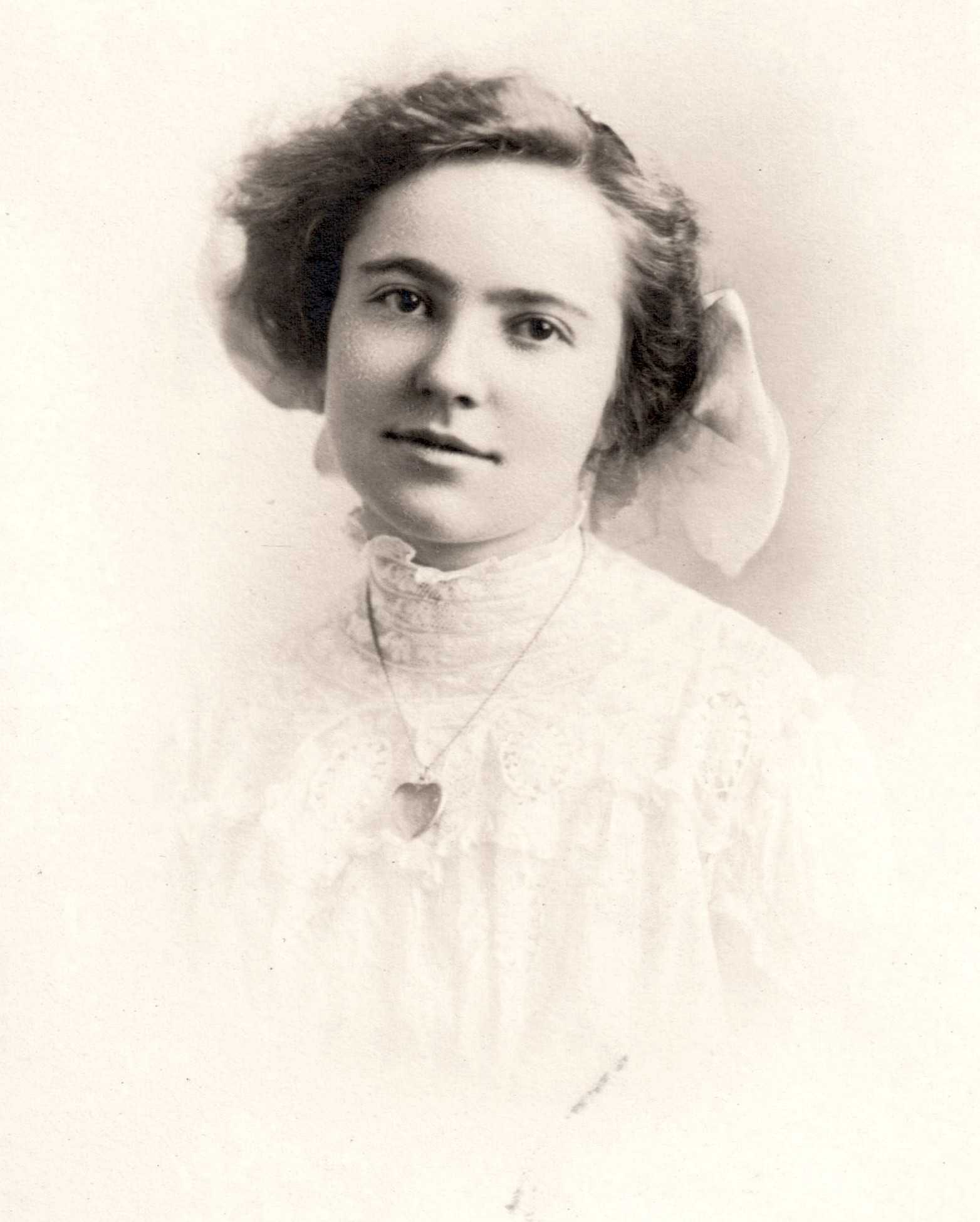
Pauline Alderman (* 1893)

- 1893: Pauline Alderman, US-amerikanische Musikwissenschaftlerin und Komponistin
- 1894: Irving Mills, US-amerikanischer Musikverleger, Produzent, Komponist und Sänger

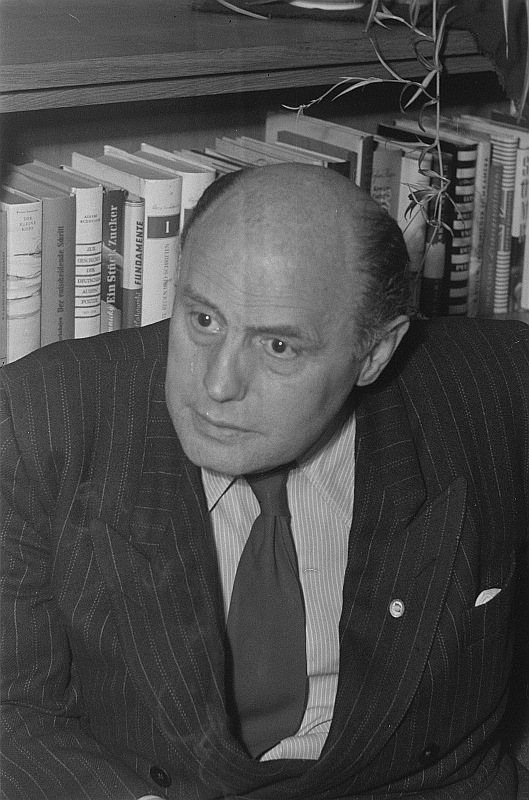
Ferdinand May (* 1896)

- 1896: Ferdinand May, deutscher Dramaturg und Autor
- 1896: Robert Meyn, deutscher Schauspieler, Theaterintendant
- 1896: Maria Ossowska, polnische Soziologin und Philosophin
- 1896: Robert Wilkins, US-amerikanischer Blues- und Gospel-Gitarrist und -Sänger
- 1897: Kurt Hueck, deutscher Botaniker
- 1897: Eva Gabriele Reichmann, deutsch-jüdische Historikerin
- 1898: Paul Jappe, US-amerikanischer American-Football-Spieler
- 1898: Gerta Overbeck, deutsche Malerin, Vertreterin der Neuen Sachlichkeit
- 1898: Irving Rapper, britischer Filmregisseur
- 1899: Michl Lang, deutscher Volksschauspieler

Edith Frank-Holländer (* 1900)

- 1900: Edith Frank-Holländer, Opfer des Holocaust, Mutter von Anne und Margot Frank
- 1900: Walter Hagemann, deutscher Zeitungswissenschaftler und Politiker
- 1900: Juan López Sánchez, spanischer Syndikalist und Politiker

### 20. Jahrhundert

#### 1901–1925

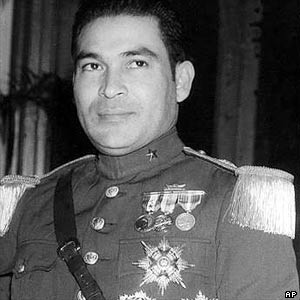
Fulgencio Batista (* 1901)

- 1901: Fulgencio Batista, kubanischer Staatspräsident und Diktator
- 1901: Rösli Streiff, Schweizer Skirennfahrerin
- 1901: Frank J. Zamboni, US-amerikanischer Erfinder und Unternehmer
- 1902: Josef Aschauer, deutscher Bergsteiger, Bergretter, Skifahrer und Skispringer
- 1902: Wilhelm Hauschild, deutscher Fotograf
- 1902: Eric Liddell, britischer Leichtathlet, Olympiasieger
- 1902: Karl Neuner, deutscher Nordischer Kombinierer
- 1903: Gustav Mesmer, deutscher Flug(fahr)radbauer, Visionär und Korbflechter
- 1903: William Grover-Williams, britisch-französischer Automobilrennfahrer und SOE-Spion
- 1905: Ernesto Halffter, spanischer Komponist und Dirigent
- 1905: Itō Sei, japanischer Schriftsteller, Übersetzer und Literaturkritiker
- 1906: Erich Kähler, deutscher Mathematiker
- 1907: Alexander Knox, kanadischer Schauspieler
- 1907: Paul Nitze, US-amerikanischer Abrüstungsexperte
- 1907: Martin Scherber, deutscher Komponist
- 1908: Sammy Crooks, englischer Fußballspieler

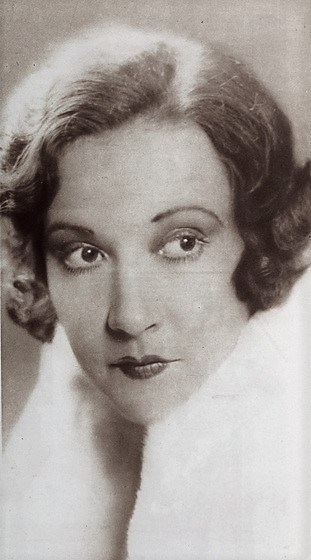
Ethel Merman (* 1908)

- 1908: Ethel Merman, US-amerikanische Schauspielerin und Sängerin
- 1908: Josef Petrak, österreichischer Liedtexter und Komponist
- 1908: Günther Prien, deutscher Marineoffizier und U-Boot Kommandant
- 1909: Clement Greenberg, US-amerikanischer Kunstkritiker

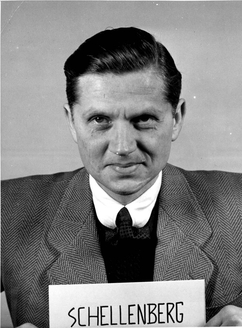
Walter Schellenberg (* 1910)

- 1910: Walter Schellenberg, deutscher General der SS und der Polizei, Leiter der vereinigten Geheimdienste des SD und Abwehr des RSHA, Kriegsverbrecher
- 1911: Eduardo Frei Montalva, chilenischer Politiker
- 1911: Roger Lapébie, französischer Radrennfahrer
- 1911: Hermann Schwabedissen, deutscher Prähistoriker
- 1912: Heinrich Drimmel, österreichischer Politiker und Jurist
- 1912: Fritz Eisenhuth, deutscher Agrarwissenschaftler und Hochschullehrer
- 1912: Franz Tumler, österreichischer Schriftsteller
- 1914: Richard Eaton, kanadischer Chorleiter, Organist und Komponist
- 1914: Buddy Moss, US-amerikanischer Bluesmusiker
- 1915: Sammy Angott, US-amerikanischer Leichtgewichts-Boxer
- 1915: Heinz Brendel, deutscher Automobilrennfahrer
- 1917: Luigi Agustoni, Schweizer Theologe, Kirchenmusiker
- 1917: Justin Ahomadégbé, beninischer Staatspräsident
- 1918: Josip Barković, kroatischer Schriftsteller, Drehbuchautor und Filmregisseur

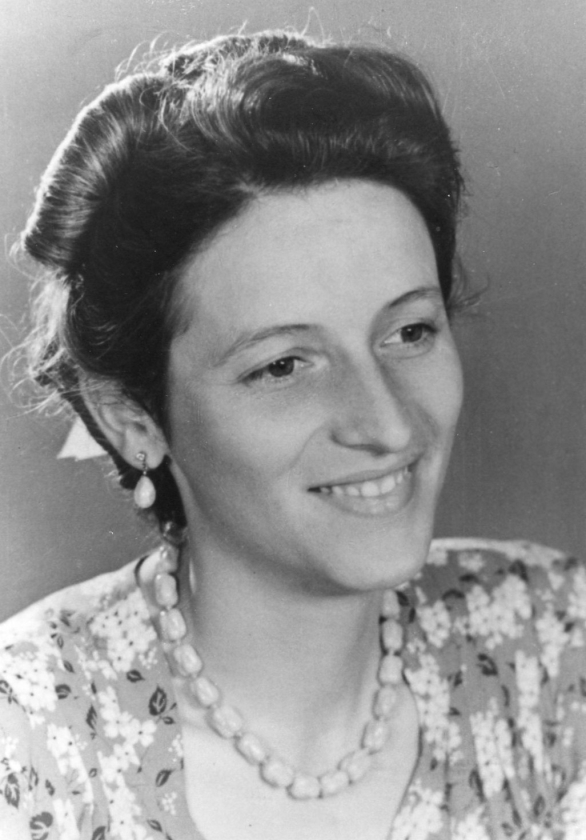
Nel Benschop (* 1918)

- 1918: Nel Benschop, niederländische Dichterin
- 1918: Marcelo González Martín, spanischer Priester, Erzbischof von Toledo und Kardinal
- 1918: Stirling Silliphant, US-amerikanischer Drehbuchautor
- 1918: Hermann-Josef Weidinger, österreichischer Prämonstratenser-Chorherr und Missionar
- 1920: Claude Abadie, französischer Bankmanager, Klarinettist und Orchesterleiter des Dixieland Jazz
- 1920: Stephanos II. Ghattas, koptischer Patriarch von Alexandria und Kardinal
- 1920: Early Wynn, US-amerikanischer Baseballspieler
- 1921: José Arribas, französischer Trainer

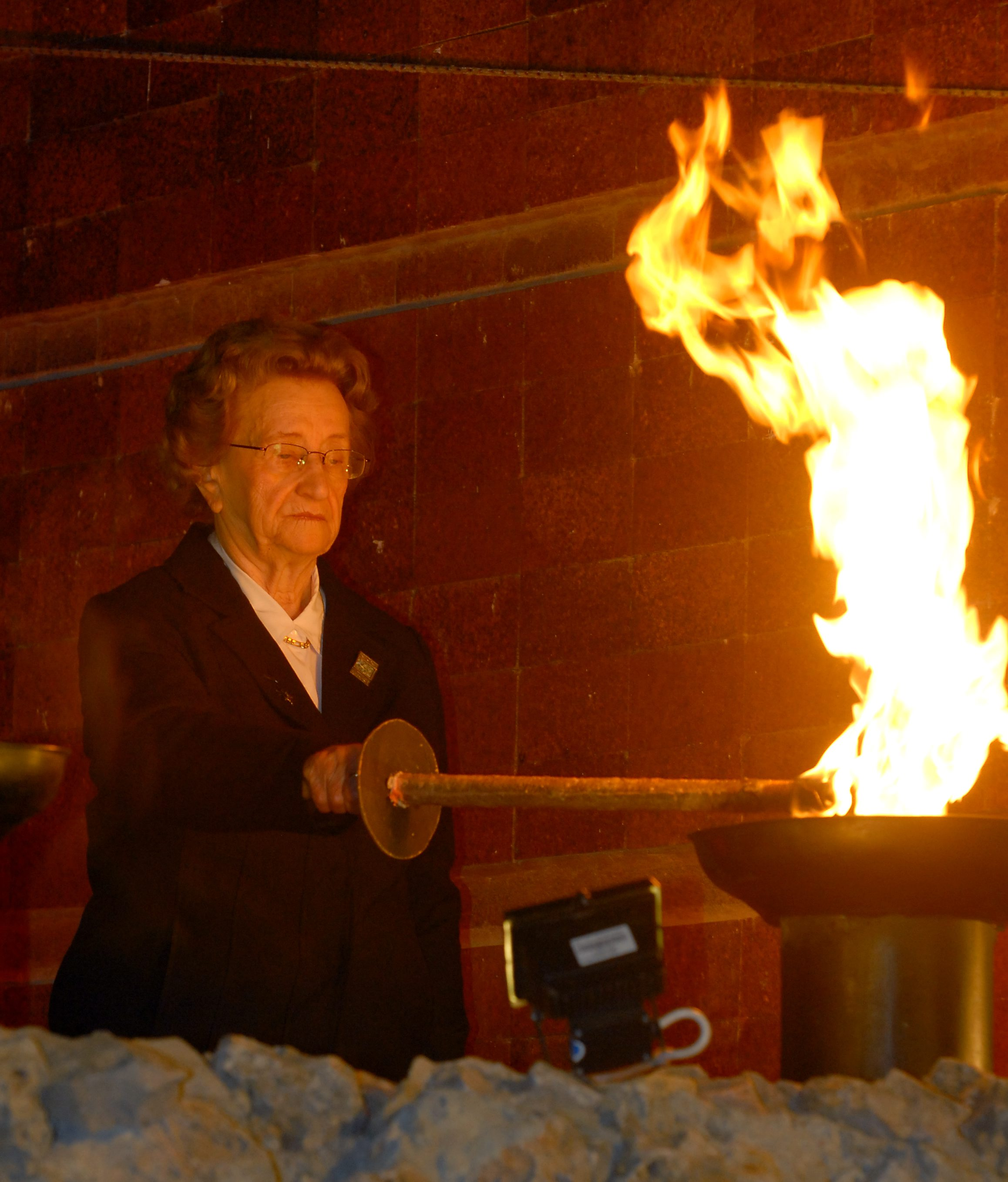
Chasia Bornstein-Bielicka (* 1921)

- 1921: Chasia Bornstein-Bielicka, deutsche Widerstandskämpferin und Partisanin
- 1921: Giuseppe Moro, italienischer Fußballspieler
- 1922: Hermann Bachmann, deutscher Maler

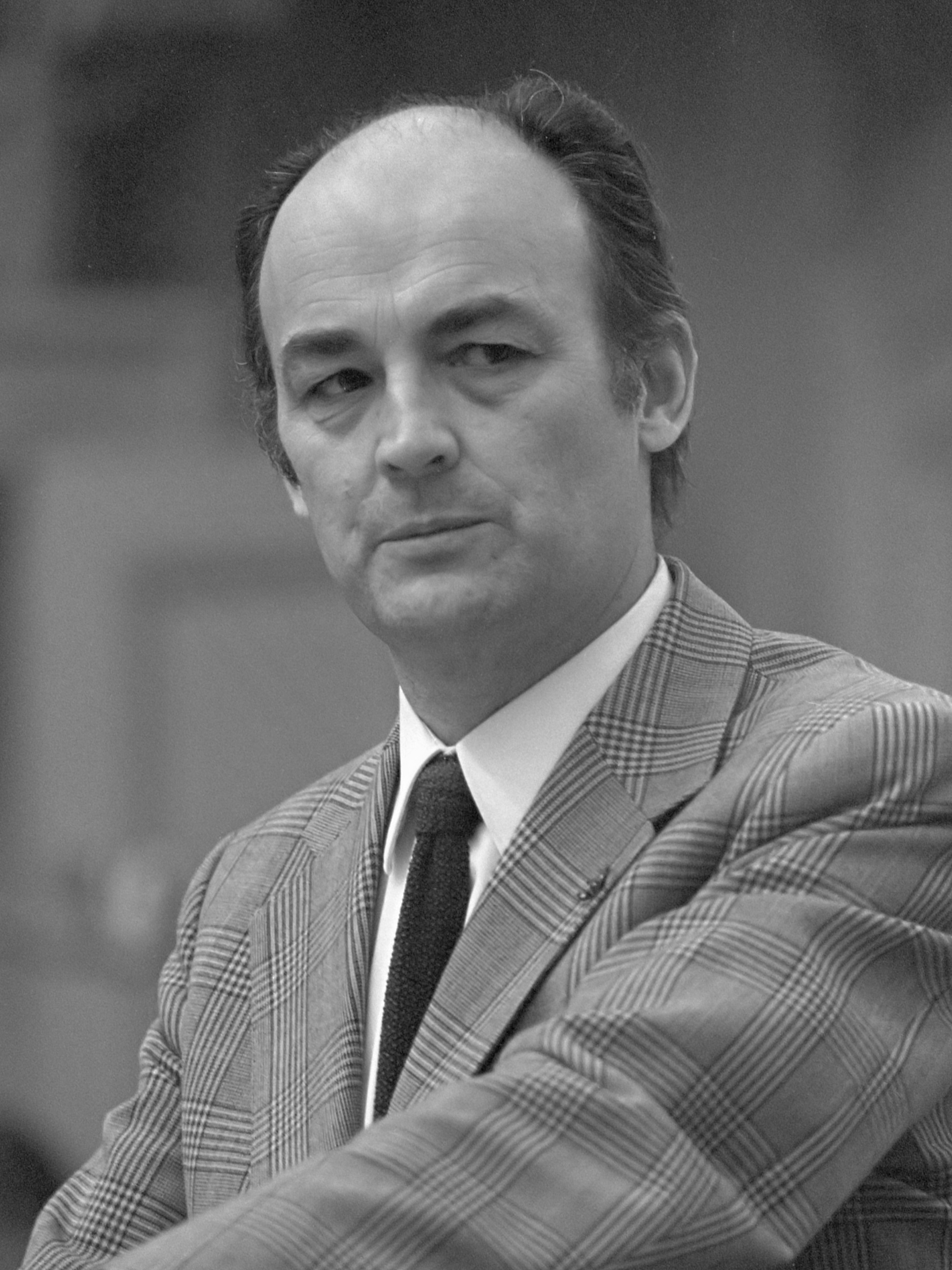
Wim Aantjes (* 1923)

- 1923: Willem Aantjes, niederländischer Politiker
- 1923: Menotti Avanzolini, italienischer Fußballspieler
- 1924: Katy Jurado, mexikanische Schauspielerin
- 1924: Aleksandar Tišma, serbischer Schriftsteller
- 1924: Ester Wajcblum, polnische Widerstandskämpferin im KZ Auschwitz, Opfer des Holocaust
- 1925: Hans-Jürgen Augstein, deutscher Politiker, MdB
- 1925ː Anne-Marie Carrière, französische Schauspielerin und Sängerin
- 1925: Germund Dahlquist, schwedischer Mathematiker

#### 1926–1950
- 1926: Hans Berckhemer, deutscher Geophysiker
- 1926: Yoshino Hiroshi, japanischer Lyriker
- 1927: Paul Antaki, ägyptischer Weihbischof
- 1927: Oldřich Daněk, tschechischer Schriftsteller, und Regisseur
- 1927: Radu Paladi, rumänischer Komponist, Pianist und Dirigent
- 1928: Boris Rung, finnischer Motorsport-Funktionär
- 1929: Pilar Lorengar, spanische Sopranistin
- 1929: Tage Nielsen, dänischer Komponist
- 1929: Ernst Günther Schmidt, deutscher Klassischer Philologe
- 1930: Clarence Ray Allen, US-amerikanischer Krimineller
- 1930: Luki Botha, südafrikanischer Automobilrennfahrer
- 1930: Shōmei Tōmatsu, japanischer Fotograf
- 1931: Alfred Ardelt, deutscher Politiker
- 1931: Ellen Holly, US-amerikanische Bühnenschauspielerin
- 1931: Martin Mayer, deutscher Bildhauer, Grafiker und Zeichner

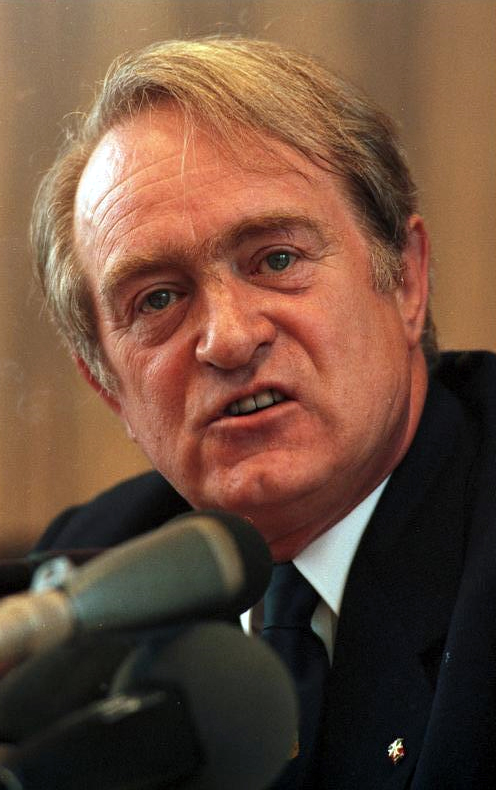
Johannes Rau (* 1931)

- 1931: Johannes Rau, deutscher Politiker, MdL, Landesminister, Ministerpräsident, Bundespräsident
- 1932: Keiko Ai, japanische Schriftstellerin
- 1932: Raymond Fellay, Schweizer Skirennfahrer
- 1932: Dian Fossey, US-amerikanische Gorilla-Forscherin
- 1932: Henryk Wojnarowski, polnischer Dirigent, Chorleiter und Musikpädagoge
- 1933: Mark Forest, US-amerikanischer Schauspieler

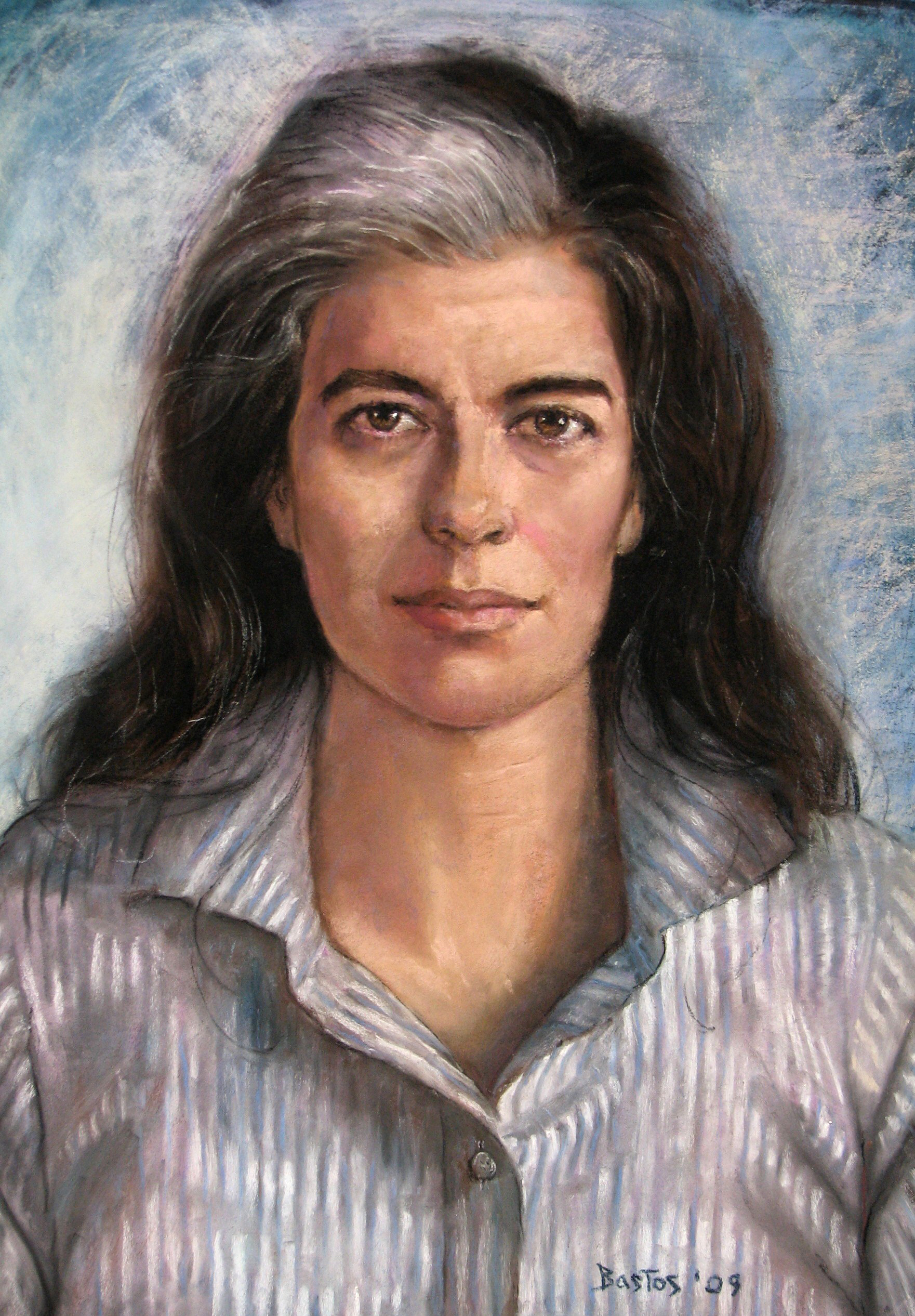
Susan Sontag (* 1933)

- 1933: Susan Sontag, US-amerikanische Schriftstellerin, Essayistin und Publizistin
- 1934: Marilyn Horne, US-amerikanische Opern- und Konzertsängerin
- 1934: Egon Lutz, Schriftsetzer, Redakteur und Politiker
- 1934: Richard Wernick, US-amerikanischer Komponist und Musikpädagoge
- 1935: Inger Christensen, dänische Dichterin
- 1935: A. J. Foyt, US-amerikanischer Automobilrennfahrer
- 1935: Joachim Grubich, polnischer Organist und Musikpädagoge
- 1935: Christian Heins, brasilianischer Automobilrennfahrer
- 1935: Udo Lattek, deutscher Fußballtrainer
- 1936: Tinus Bosselaar, niederländischer Fußballspieler
- 1936: Hartmut Schiedermair, deutscher Jurist
- 1936: Manfred Schmidt, deutscher Jurist und Politiker, MdB, MdEP
- 1937: Luiz Bueno, brasilianischer Automobilrennfahrer
- 1937: Klaus Ensikat, deutscher Grafiker und Illustrator
- 1937: Francis George, US-amerikanischer Priester, Erzbischof von Chicago und Kardinal
- 1937: Conny Vandenbos, niederländische Chanson- und Schlagersängerin
- 1938: Adolf Beck, deutscher Politiker, MdL
- 1938: Hermann Seimetz, deutscher Politiker, MdL
- 1939: Ralph Gibson, US-amerikanischer Photograph
- 1939: Jean Van Hamme, belgischer Comicautor
- 1940: Willi Paul Adams, deutscher Amerikanist und Historiker
- 1940: Reinhart Ahlrichs, deutscher Professor für Theoretische Chemie
- 1940: Hans Leutenegger, Schweizer Bobfahrer

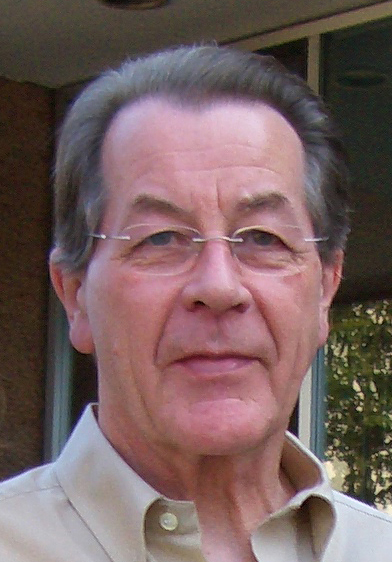
Franz Müntefering (* 1940)

- 1940: Franz Müntefering, deutscher Politiker, MdL, MdB, Landes- und Bundesminister
- 1940: William O. Studeman, US-amerikanischer Geheimdienstler
- 1941: Marcel Honorat Léon Agboton, beninischer Erzbischof

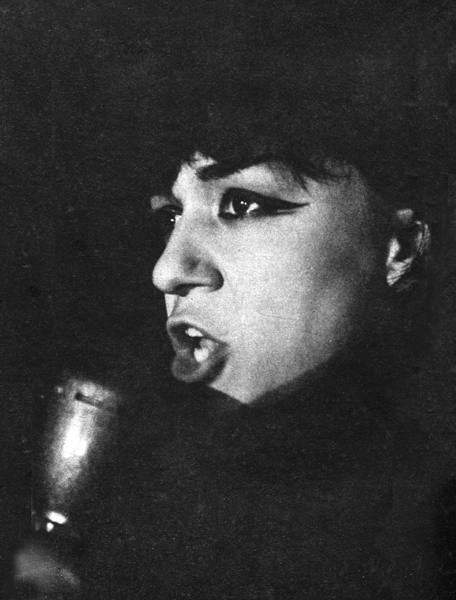
Ewa Demarczyk (* 1941)

- 1941: Ewa Demarczyk, polnische Sängerin und Schauspielerin
- 1941: Iris Gusner, deutsche Regisseurin
- 1941: Christine Truman, britische Tennisspielerin
- 1941: Carlo Maria Viganò, italienischer Geistlicher, ehemaliger Kurienerzbischof
- 1942: René Angélil, kanadischer Sänger und Manager
- 1942: Sigrid Combüchen, schwedische Schriftstellerin und Literaturkritikerin
- 1942: Nicole Fontaine, französische Politikerin
- 1942: Uwe Grüning, deutscher Schriftsteller und Politiker, MdV, MdL
- 1942: Margrit Kahl, deutsche Konzept- und Prozesskünstlerin
- 1942: Barbara Lynn, US-amerikanische Sängerin, Gitarristin und Songautorin
- 1942: Walentyna Myschak, sowjetische Volleyballspielerin
- 1943: Gavin Bryars, britischer Komponist und Kontrabassist
- 1943: Ivar Combrinck, deutscher Synchronsprecher und Regisseur
- 1943: Dieter Dowe, deutscher Historiker
- 1943: Brian Ferneyhough, britischer Komponist

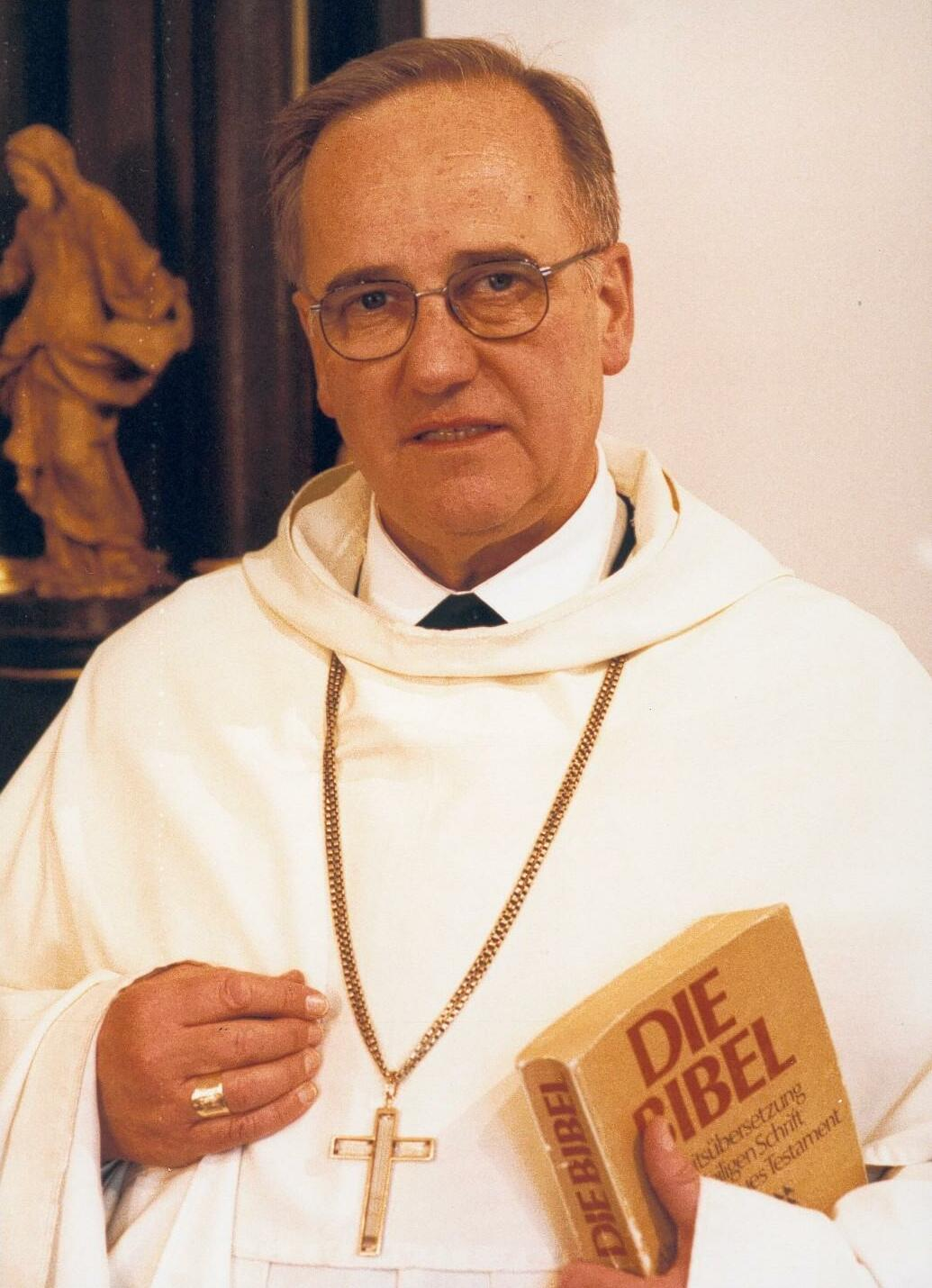
Gregor Henckel-Donnersmarck (* 1943)

- 1943: Gregor Henckel-Donnersmarck, österreichischer Priestermönch deutscher Herkunft
- 1943: Ronnie Milsap, US-amerikanischer Country- und Popsänger
- 1943: John Perry, US-amerikanischer Philosoph
- 1943: Mona Seilitz, schwedische Schauspielerin, Synchronsprecherin und Moderatorin
- 1944: Alfred Eichhorn, deutscher Journalist
- 1944: Thomas Fritsch, deutscher Schauspieler und Synchronsprecher
- 1944: Franc Hvasti, jugoslawischer Radrennfahrer
- 1944: Gerold Sprung, deutscher Lokalpolitiker
- 1944: Jim Stafford, US-amerikanischer Country- und Popsänger
- 1944: Judy Baar Topinka, US-amerikanische Politikerin
- 1945: Wim Suurbier, niederländischer Fußballspieler
- 1946: Kabir Bedi, indischer Schauspieler
- 1946: Annegret Soltau, deutsche Collagekünstlerin der Body-Art
- 1947: Michel Chion, französischer Autor und Komponist
- 1947: Karl-Heinz Klär, deutscher Politiker
- 1947: Magdalen Nabb, britische Krimiautorin

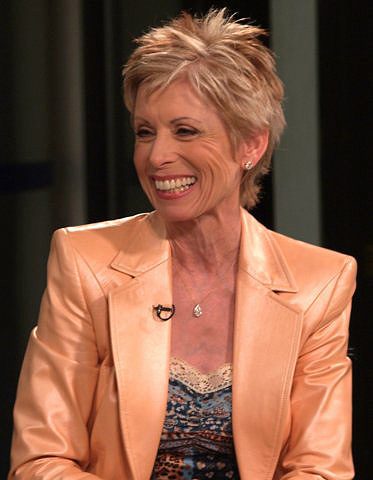
Laura Schlessinger (1947)

- 1947: Laura Schlessinger, US-amerikanische Radiomoderatorin und Autorin

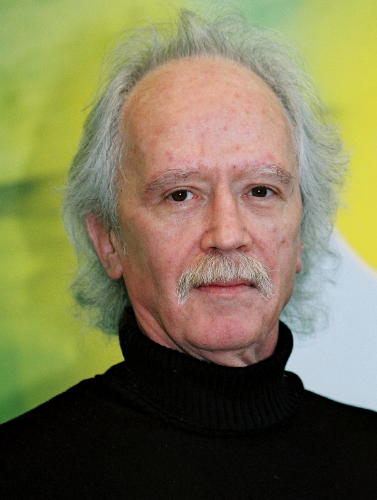
John Carpenter (* 1948)

- 1948: John Carpenter, US-amerikanischer Regisseur, Schauspieler und Filmmusikkomponist
- 1948: Gregor Gysi, deutscher Politiker, MdL, Berliner Senator, MdB
- 1948: Anatoli Jakowlewitsch Solowjow, sowjetischer Kosmonaut
- 1948: Cliff Thorburn, kanadischer Snookerspieler
- 1948: Ulrich Tilgner, deutscher Journalist
- 1949: R. F. Foster, irischer Historiker und Schriftsteller
- 1949: Alfred Kälin, Schweizer Skilangläufer und Nordischer Kombinierer
- 1949: Norbert Kartmann, deutscher Politiker, Landtagspräsident von Hessen
- 1949: Amama Mbabazi, ugandischer Politiker
- 1949: Caroline Munro, britische Schauspielerin
- 1950: Gerhard Gäde, deutsch-italienischer katholischer Theologe
- 1950: Damo Suzuki, japanischer Sänger
- 1950: Daniel Vischer, Schweizer Politiker

#### 1951–1975
- 1951: Sławomir Maciejowski, polnischer Ruderer
- 1951: Andris Šķēle, lettischer Politiker
- 1951: Bertram Wieczorek, deutscher Politiker, MdB
- 1951: Thomas Naumann, deutscher Schauspieler
- 1952: Julie Anne Peters, US-amerikanische Jugendbuchautorin
- 1953: Dave Brown, US-amerikanischer American-Football-Spieler und -Trainer
- 1953: Reinhard Göhner, deutscher Politiker und Arbeitgeberfunktionär, MdL, MdB
- 1953: Reinhard Jirgl, deutscher Schriftsteller
- 1953: Wilfried Telkämper, deutscher Politiker
- 1954: Reinhold Fanz, deutscher Fußballspieler und -trainer
- 1954: Felicia Jitianu, rumänische Ruderin

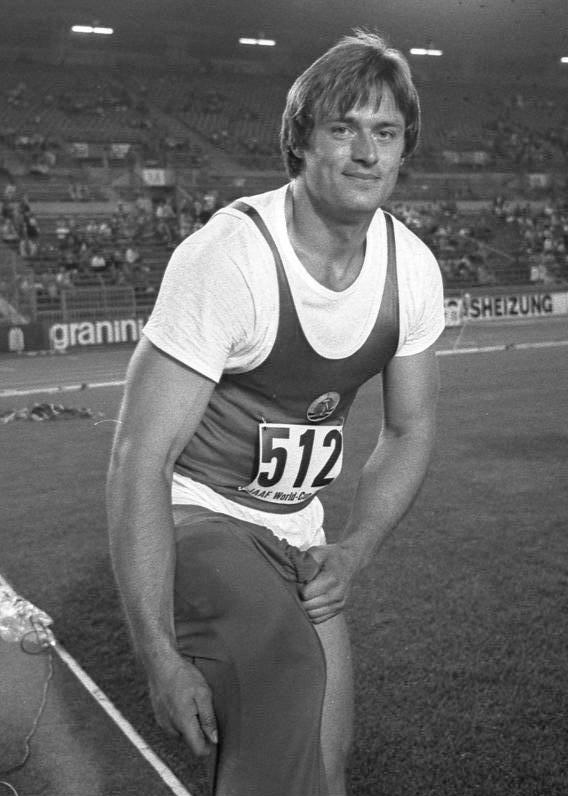
Wolfgang Schmidt (* 1954)

- 1954: Wolfgang Schmidt, deutscher Diskuswerfer, Olympiamedaillengewinner
- 1955: Klaus-Dieter Kurrat, deutscher Leichtathlet, Olympiamedaillengewinner
- 1955: Markus Meier, Schweizer Wissenschaftler
- 1956: Serge Demierre, Schweizer Radrennfahrer
- 1956: Martin Jol, niederländischer Fußballspieler und -trainer
- 1956: Mohamed Ali Rashwan, ägyptischer Judoka
- 1957: Ian Leslie Atkins, englischer Fußballspieler und -trainer
- 1957: Reinhard Eugen Bösch, österreichischer Politiker
- 1957: Ricardo Darín, argentinischer Schauspieler
- 1958: Anatoli Bukrejew, kasachischer Extrembergsteiger und Bergführer
- 1958: Lena Ek, schwedische Politikerin, MdEP
- 1959: Sade Adu, nigerianisch-britische Sängerin
- 1959ː Jill Sobule, US-amerikanische Sängerin, Songwriterin und Filmschauspielerin
- 1960: Andreas Raymond Dombret, deutsch-US-amerikanischer Wirtschaftswissenschaftler, Vorstandsmitglied der Deutschen Bundesbank
- 1960: Thaddaeus Ropac, österreichischer Galerist
- 1961: Kenneth Sivertsen, norwegischer Gitarrist und Liedermacher, Jazzsänger, Komponist und Humorist
- 1961: Hajrudin Varešanović, bosnisch-herzegowinischer Sänger
- 1962: Paul Webb, alias Rustin Man, Bassist der Band Talk Talk
- 1962: Petra Landers, deutsche Fußballspielerin
- 1963: Butz Ulrich Buse, deutscher Schauspieler und Drehbuchautor
- 1963: Dodë Gjergji, albanischer Bischof
- 1963: Han Polman, niederländischer Politiker
- 1964: Lutz Hübner, deutscher Dramatiker, Schauspieler und Regisseur
- 1964: Massimo Pigliucci, US-amerikanischer Genetiker
- 1965: Hannes Apfolterer, österreichischer Klarinettist, Komponist und Militärkapellmeister
- 1966: Jorge Aguilera, kubanischer Sprinter
- 1966: Jeff Olson, US-amerikanischer Skirennläufer
- 1966: Carlos Sousa, portugiesischer Marathonrallyefahrer
- 1966: Anthony Washington, US-amerikanischer Leichtathlet

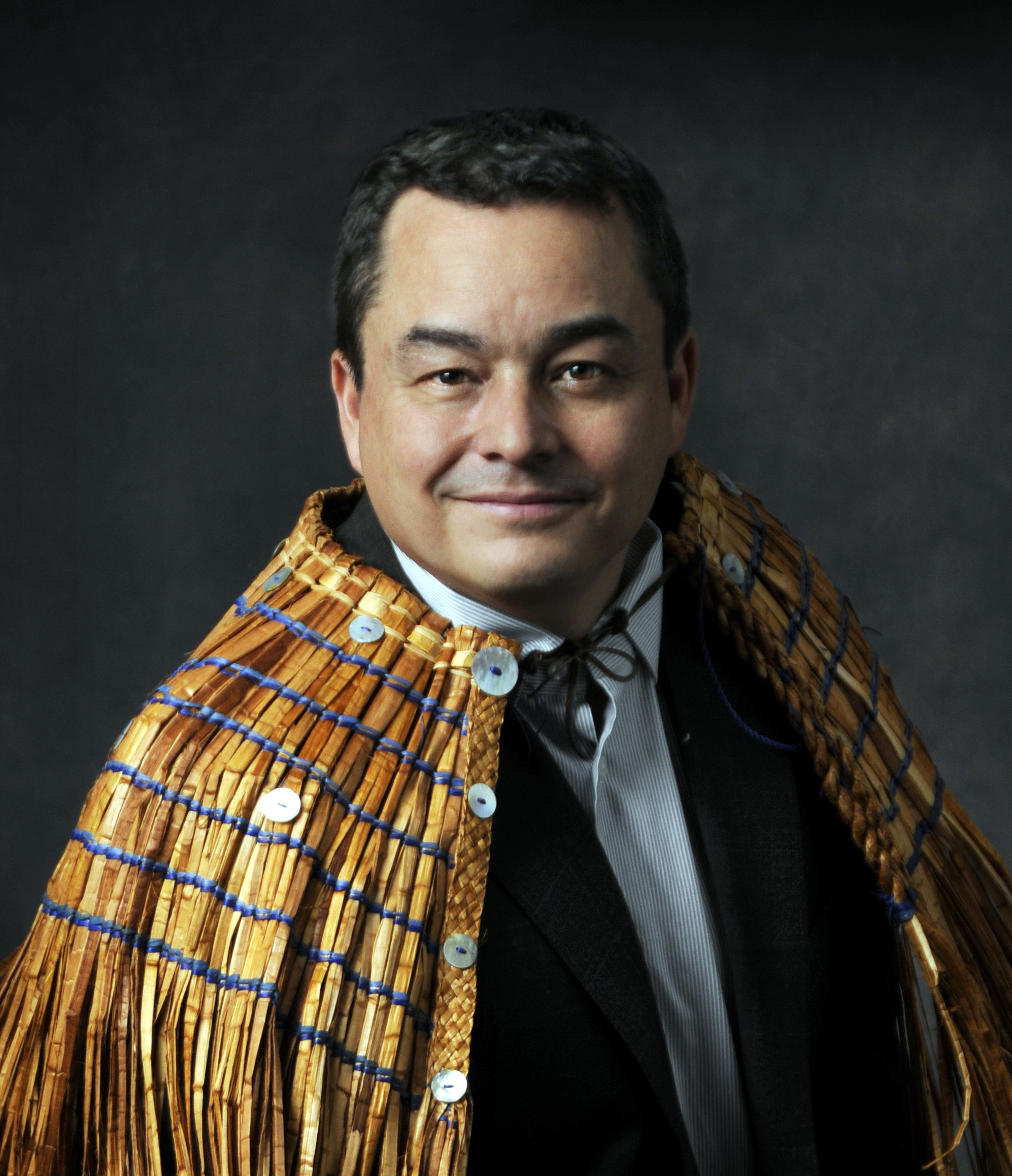
Shawn Atleo (* 1967)

- 1967: Shawn Atleo, kanadischer Politiker
- 1967: Alberto Puig, spanischer Motorradrennfahrer
- 1967: Cosima Schnell, deutsche Filmeditorin
- 1968: Danni Ashe, US-amerikanische Fotografin und Unternehmerin
- 1968: David Chokachi, US-amerikanischer Schauspieler
- 1968: Jürg Stahl, Schweizer Politiker
- 1969: Axel Britz, deutscher Fußballspieler
- 1969: Roy Jones Jr., US-amerikanischer Boxer
- 1969: Per Yngve Ohlin, bekannt als „Dead“, schwedischer Sänger der norwegischen Black-Metal-Band Mayhem
- 1970: Garth Ennis, britischer Comicautor
- 1970: Petra Neomillnerová, tschechische Science-Fiction-Schriftstellerin
- 1970: Bernd Wehren, deutscher Schulbuchautor
- 1971: Sergi Bruguera, spanischer Tennisprofi
- 1971: Frank Cordes, deutscher Handballspieler
- 1971: Friderikke-Maria Hörbe, deutsche Schauspielerin
- 1971: Henrike von Platen, deutsche Betriebswirtin und Frauenrechtsaktivistin
- 1972: Salah Hissou, marokkanischer Langstreckenläufer

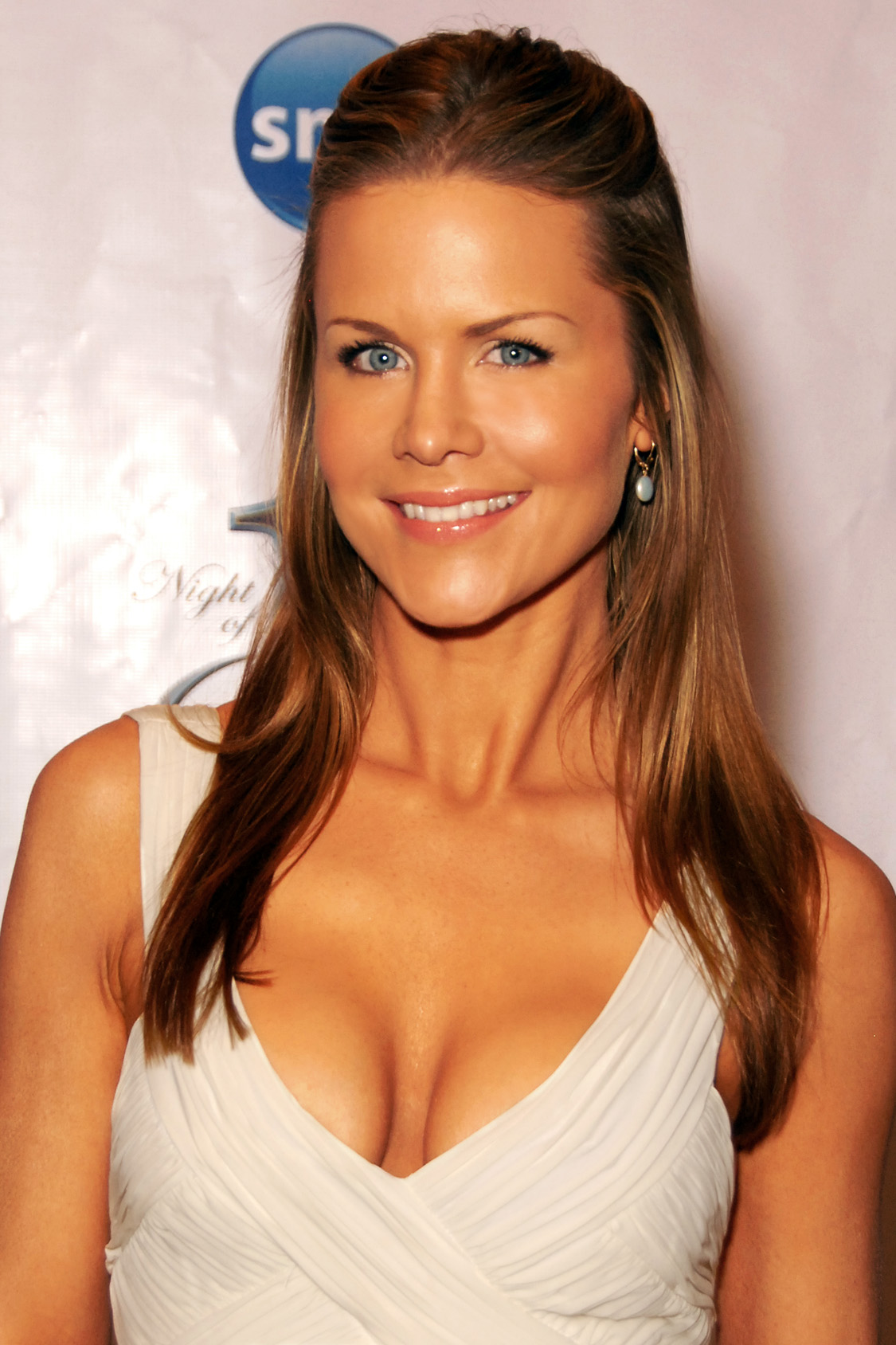
Josie Davis (* 1973)

- 1973: Josie Davis, US-amerikanische Schauspielerin, Filmproduzentin und Drehbuchautorin
- 1973: Marcel Mahouvé, kamerunischer Fußballspieler
- 1974: Gaëtan Llorach, französischer Skirennläufer
- 1974: David Montero, spanischer Fußballspieler
- 1974: Kate Moss, britisches Fotomodell
- 1974: Kati Winkler, deutsche Eiskunstläuferin
- 1974: Mattias Jonson, schwedischer Fußballspieler
- 1975: Elena Antoci, rumänische Mittelstreckenläuferin

#### 1976–2000
- 1976: Artjom Wladimirowitsch Argokow, kasachischer Eishockeyspieler
- 1976: Agoria, französischer Techno-DJ und Produzent
- 1976: Debbie Ferguson-McKenzie, bahamaische Sprinterin, Olympiasiegerin
- 1976: Eva Habermann, deutsche Schauspielerin
- 1976: Martina Moravcová, slowakische Schwimmerin
- 1977: Athirson, brasilianischer Fußballspieler
- 1977: Darius Kampa, deutscher Fußballspieler
- 1978: André Vonarburg, Schweizer Ruderer
- 1978: Koldo Gil, spanischer Radsportler
- 1978: Maik Petzold, deutscher Triathlet

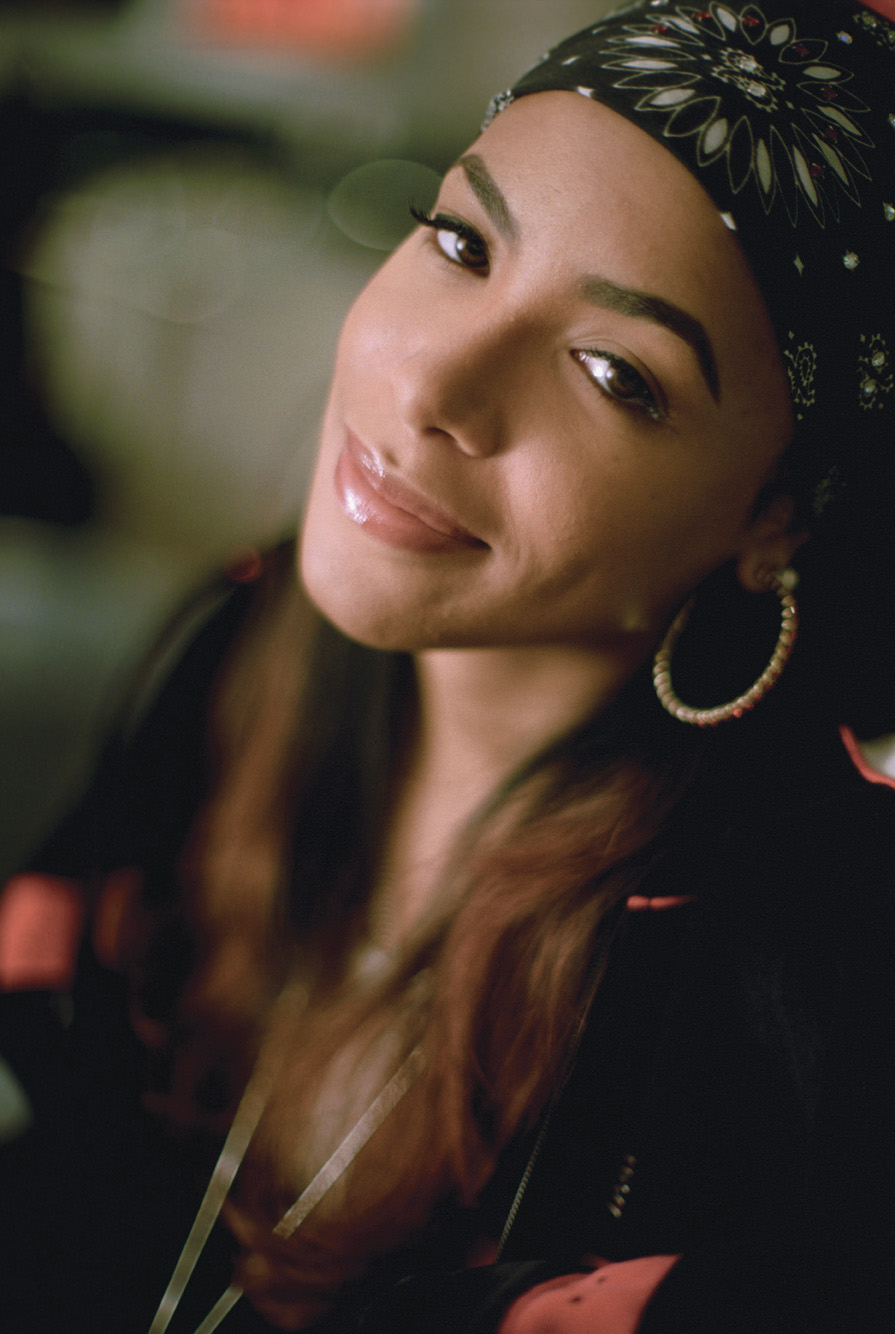
Aaliyah (* 1979)

- 1979: Aaliyah, US-amerikanische Rhythm&Blues-Sängerin
- 1979: Chas Barstow, englischer Dartspieler
- 1979: Mélanie Joly, kanadische Anwältin und Politikerin
- 1980: Lars Bak, dänischer Radrennfahrer
- 1980: Cédric Coutouly, französischer Radrennfahrer
- 1980: Cornelia Hirsch, deutsche Politikerin, MdB
- 1980: Amira Mohamed Ali, deutsche Politikerin, MdB
- 1980: Seydou Keita, malischer Fußballspieler
- 1980: Albert Pujols, dominikanischer Baseballspieler
- 1980: Michelle Wild, ungarische Pornodarstellerin
- 1980: Lin-Manuel Miranda, US-amerikanischer Schauspieler, Komponist, Songwriter und Rapper
- 1981: Samuel Ackermann, Schweizer Schauspieler, Regisseur, Filmeditor und Autor
- 1981: Martin Andersson, schwedischer Fußballspieler
- 1981: Viktoria Como, deutsche Handballspielerin und -trainerin
- 1981: Vlad Munteanu, rumänischer Fußballspieler
- 1981: Yūya Oikawa, japanischer Eisschnellläufer
- 1981: Marta Roure, andorranische Sängerin
- 1981: Bobby Zamora, englischer Fußballspieler
- 1982: Tuncay Şanlı, türkischer Fußballspieler
- 1982: Birgitte Hjort Sørensen, dänische Schauspielerin
- 1983: Shay Abutbul, israelischer Fußballspieler

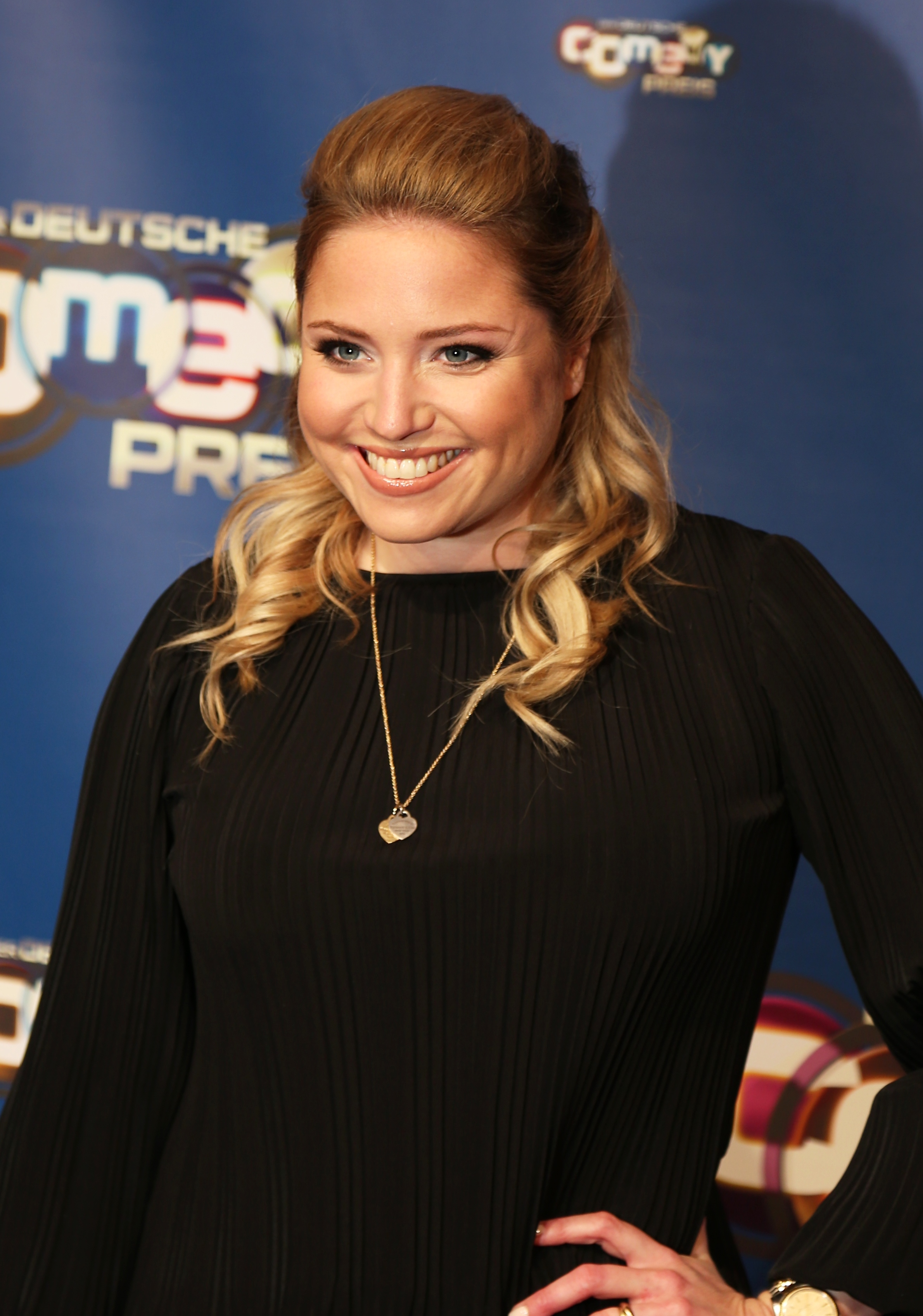
Caroline Frier (* 1983)

- 1983: Caroline Frier, deutsche Schauspielerin
- 1983: NEO, schwedischer Popsänger
- 1983: Emanuel Pogatetz, österreichischer Fußballspieler
- 1983: Andrij Russol, ukrainischer Fußballspieler
- 1984: Diego León, spanischer Fußballspieler
- 1984: Stephan Lichtsteiner, Schweizer Fußballspieler
- 1984: Mona Pirzad, deutsche Schauspielerin
- 1985: Tim Bauer, deutscher Fußballspieler
- 1985: Ash Christian, US-amerikanischer Schauspieler, Regisseur und Filmproduzent
- 1985: Craig Jones, britischer Motorradrennfahrer
- 1985: Nikolas Ledgerwood, kanadischer Fußballspieler
- 1985: Renée Felice Smith, US-amerikanische Schauspielerin
- 1985: Pablo Zabaleta, argentinischer Fußballspieler
- 1986: Aija Andrejeva, lettische Sängerin
- 1986: Christian Eggert, deutscher Fußballspieler

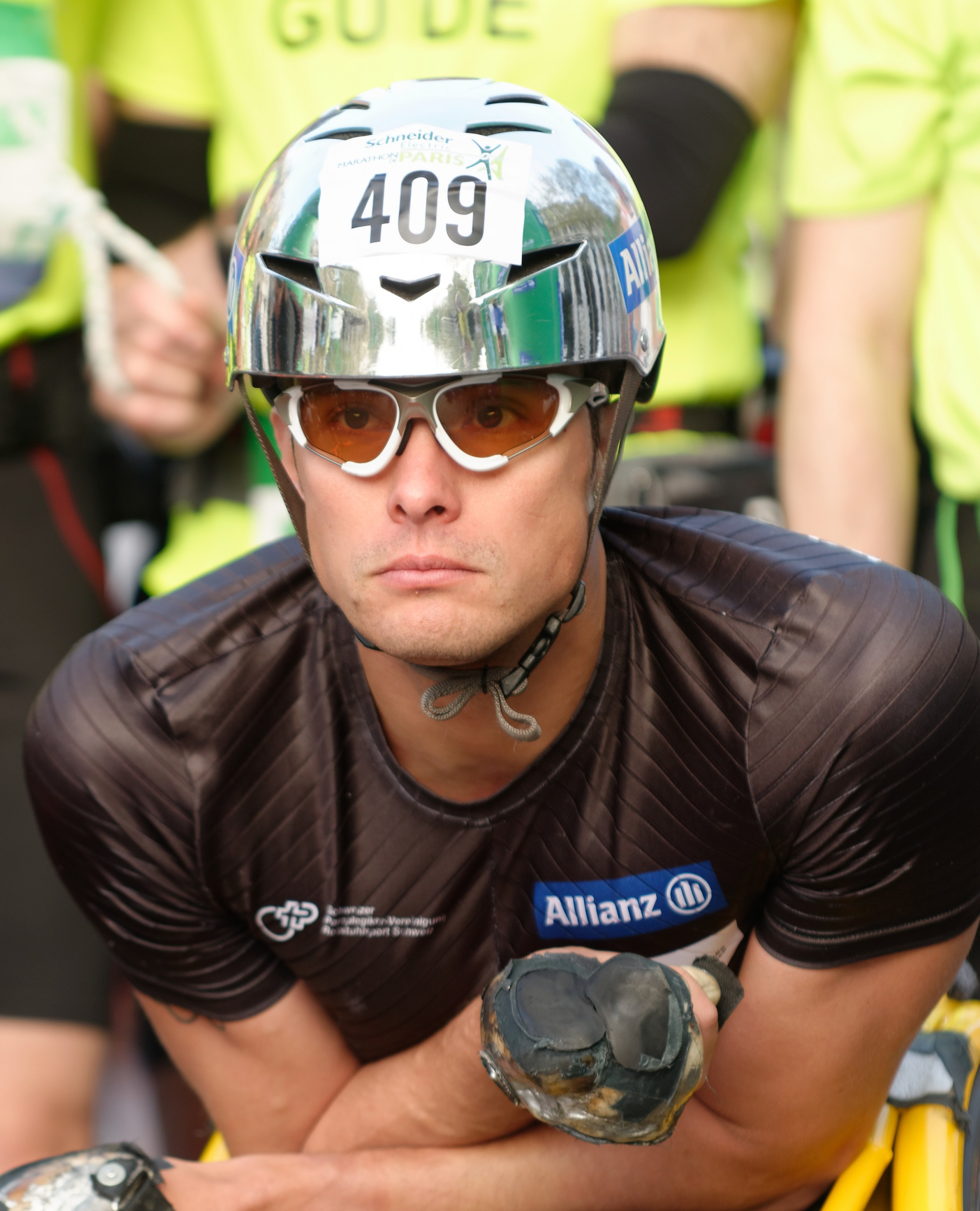
Marcel Hug (* 1986)

- 1986: Marcel Hug, Schweizer Sportler
- 1986: Reto Ziegler, Schweizer Fußballspieler
- 1987: Park Joo-ho, südkoreanischer Fußballspieler
- 1987: Quynh Anh, belgische Sängerin
- 1987: Adílson Warken, brasilianischer Fußballspieler
- 1987: Piotr Żyła, polnischer Skispringer
- 1988: Nicklas Bendtner, dänischer Fußballspieler
- 1988: Mehmet Boztepe, türkischer Fußballspieler
- 1988: Jorge Torres Nilo, mexikanischer Fußballspieler
- 1989: Kiesza, kanadische Sängerin und Songwriterin
- 1989: Yvonne Zima, US-amerikanische Filmschauspielerin
- 1990: Oliver Hofstetter, Schweizer Radrennfahrer
- 1990: Huang Yi-ting, taiwanische Ruderin
- 1990: Valentino Stepčić, kroatischer Fußballspieler
- 1990: Owen Wright, australischer Surfer
- 1991: Lucas Musculus, deutscher Fußballspieler

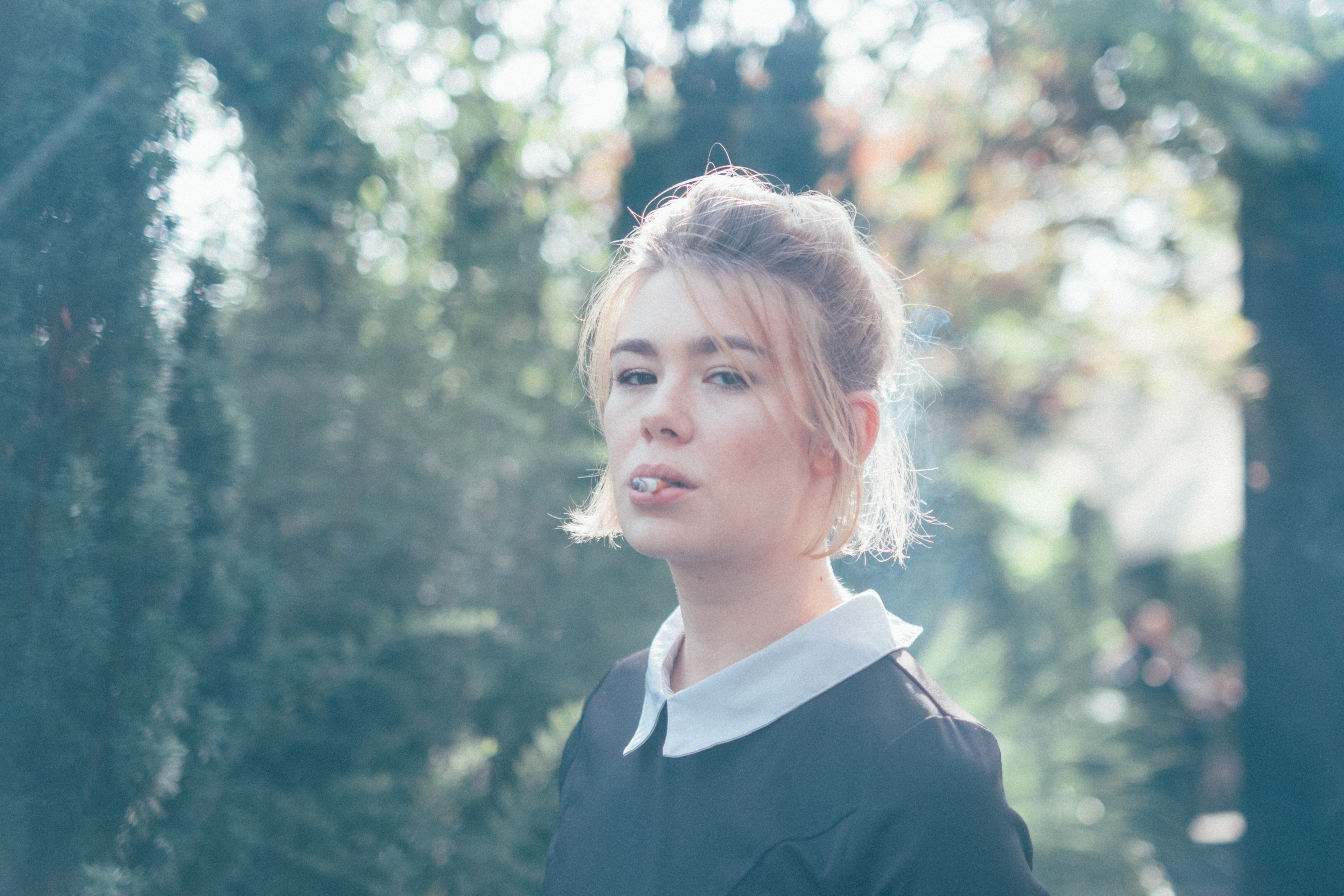
Ronja von Rönne (* 1992)

- 1992: Ronja von Rönne, deutsche Bloggerin, Journalistin, Schriftstellerin und Moderatorin
- 1992: Noëlle Frey, Schweizer Handballspielerin
- 1992: Fabian Graudenz, deutscher Fußballspieler
- 1992: Maja Keuc, slowenische Sängerin
- 1993: Hannes Anier, estnischer Fußballspieler
- 1993: Magnus Cort Nielsen, dänischer Radrennfahrer
- 1994: Rosina Schneeberger, österreichische Skirennläuferin
- 1996: Sebastian Hotz, deutscher Blogger, Satiriker und Schriftsteller
- 1996: Cameron Carolissen, südafrikanischer Dartspieler

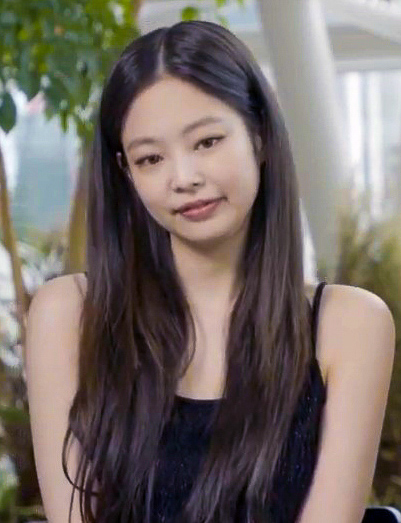
Jennie Kim (* 1996)

- 1996: Jennie Kim, südkoreanische Sängerin
- 1997: Carlos Anguita, spanischer Karambolagespieler
- 1997: Yanick Gunsch, italienischer Freestyle-Skier
- 1998: Odsonne Édouard, französischer Fußballspieler
- 1999: Tom-Eric Bappert, deutscher Eishockeyspieler
- 1999: Jonah Harris, nauruischer Leichtathlet
- 2000: Hugo Desgrippes, französischer Skirennläufer

### 21. Jahrhundert

#### 2001–2025
- 2001: Maurice Ballerstedt, deutscher Radrennfahrer
- 2003: Konrad Badacz, polnischer Biathlet
- 2003: Ahmetcan Kaplan, türkischer Fußballspieler
- 2004: Samuel Mbangula, belgischer Fußballspieler

## Gestorben

### Vor dem 16. Jahrhundert
- 0680 v. Chr.: Sîn-aḫḫe-eriba, assyrischer König
- 0429 oder 430: Honoratus von Arles, Bischof von Arles und katholischer Heiliger
- 0484: Seinei, japanischer Kaiser
- 0778: Tozzo, Bischof von Augsburg
- 0975: Theobald I., Vizegraf von Blois und Tours
- 1045: Aribert, Erzbischof von Mailand
- 1051 oder 1056: Heinrich von Lenzburg, Bischof von Lausanne
- 1142: Eilika Billung von Sachsen, Gräfin von Ballenstedt
- 1160: Hermann III. von Baden, Markgraf von Baden
- 1220: Berard von Carbio, umbrischer Adeliger, Märtyrer des Franziskanerordens
- 1243: Hermann V. von Baden, Markgraf von Baden
- 1249: Lüthold II. von Rötteln, Bischof von Basel
- 1251: Přibyslav von Křižanov, mährischer Adeliger, Kastelan der Burg Veveří, Burggraf von Brünn
- 1284: Ulrich von Blücher, Bischof von Ratzeburg
- 1299: Ladschin, ägyptischer Sultan der Mamelucken
- 1369: Peter I., zypriotischer König
- 1373: Humphrey de Bohun, 7. Earl of Hereford, englischer Adeliger
- 1387: Elisabeth von Bosnien, Königin und Regentin von Ungarn, Kroatien und Polen
- 1391: Muhammad V., Emir von Granada
- 1443: Gattamelata, italienischer Condottiere (Söldnerführer)
- 1448: Johan II. van Montfoort, Statthalter von Holland und Seeland
- 1455: Heinrich V. Blumentrost, Abt des Zisterzienserklosters in Ebrach
- 1496: Vratislav von Pernstein, mährisch-böhmischer Adliger

### 16. bis 18. Jahrhundert
- 1524: Alexander Gordon, schottischer Adeliger
- 1526: Katharina von der Pfalz, Äbtissin des Klosters Neuburg
- 1538: Antonia del Balzo, Gräfin von Sabbioneta

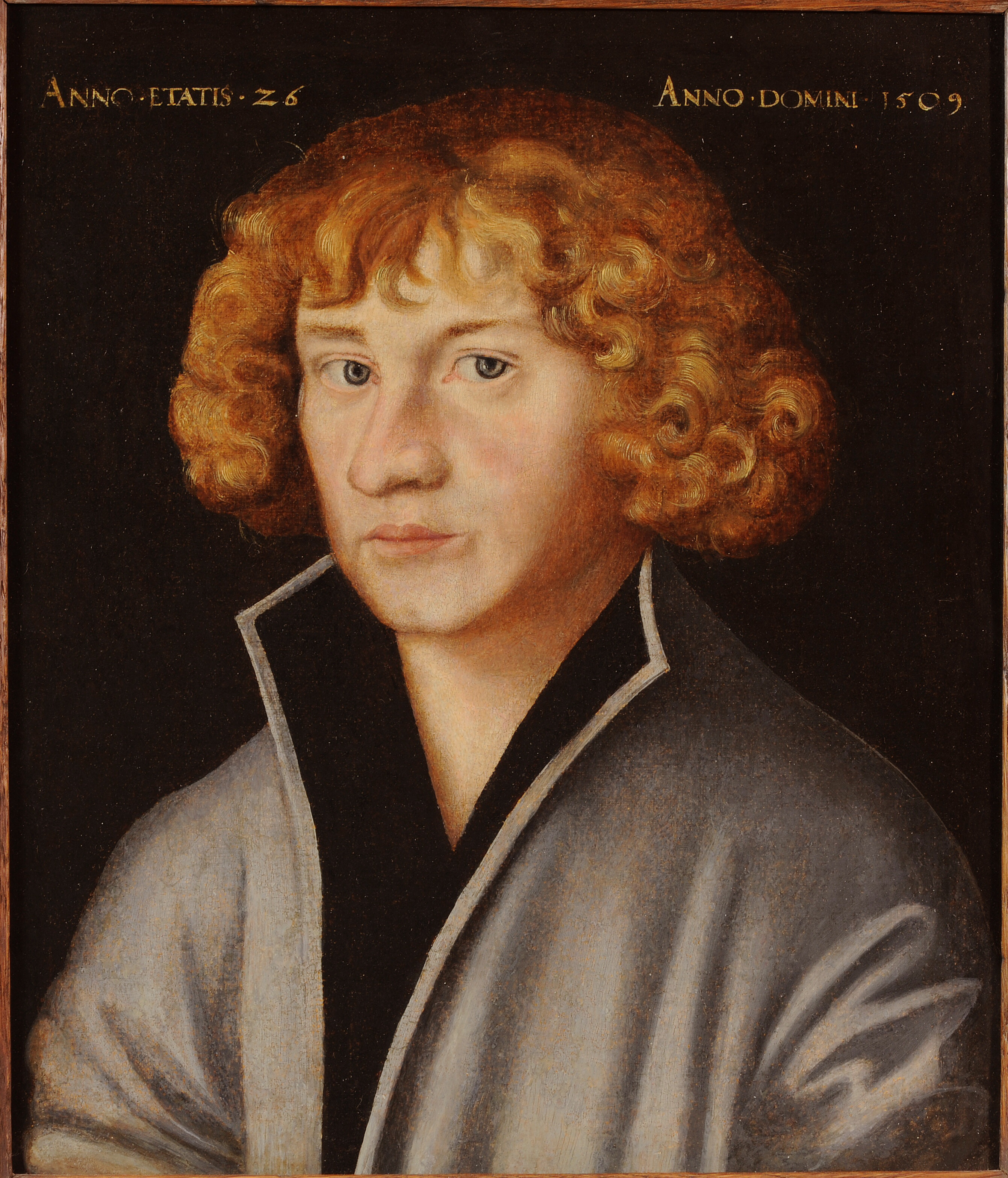
Georg Spalatin († 1545)

- 1545: Georg Spalatin, deutscher Humanist, Theologe, Reformator und Historiker
- 1554: Ambrosius Moibanus, deutscher Humanist, evangelischer Theologe und Reformator
- 1554: Christiern Pedersen, dänischer Humanist und Schriftsteller
- 1574: Joachim Westphal, lutherischer Theologe
- 1585: Edward Clinton, 1. Earl of Lincoln, englischer Adeliger und Admiral
- 1592: Johann Kasimir von der Pfalz-Simmern, Pfalzgraf und Administrator der Kurpfalz
- 1595: Murad III., Sultan des Osmanischen Reiches
- 1605: Eitel Friedrich IV., Graf von Hohenzollern-Hechingen
- 1612: Charles III. de Croÿ, Statthalter in den Spanischen Niederlanden
- 1617: Wolf Dietrich von Raitenau, Fürsterzbischof von Salzburg
- 1618: Stephan von Seiboldsdorf, Bischof von Freising
- 1630: Christina Plum, Opfer der Hexenverfolgung in Köln
- 1632: Antoinette de Pons, französische Adlige
- 1656: Johannes Kornmann, deutscher Rechtswissenschaftler
- 1662: Bartholomäus Elsner, deutscher Theologe, Sprachwissenschaftler und Orientalist
- 1668: Charles Alphonse Dufresnoy, französischer Maler
- 1674: Heinrich Rantzau der Jüngere, dänischer Orientreisender
- 1676: Georg Arnold, österreichischer Komponist und Organist
- 1676: Johann von Koppy, Militär im Dreißigjährigen Krieg
- 1695: Hans Adam Weissenkircher, österreichischer Maler
- 1700: Antonio Draghi, italienischer Komponist, Librettist und Sänger in Wien
- 1703: Erik Dahlberg, schwedischer Feldmarschall
- 1706: Philipp Ludwig Hanneken, deutscher lutherischer Theologe
- 1710: Higashiyama, 113. Tennō von Japan
- 1711: Joseph Vaz, indischer Ordenspriester und Missionar in Indien und Sri Lanka, Heiliger der katholischen Kirche
- 1718: Johann Hugo von Lente, deutscher Jurist und Diplomat in dänischen Diensten

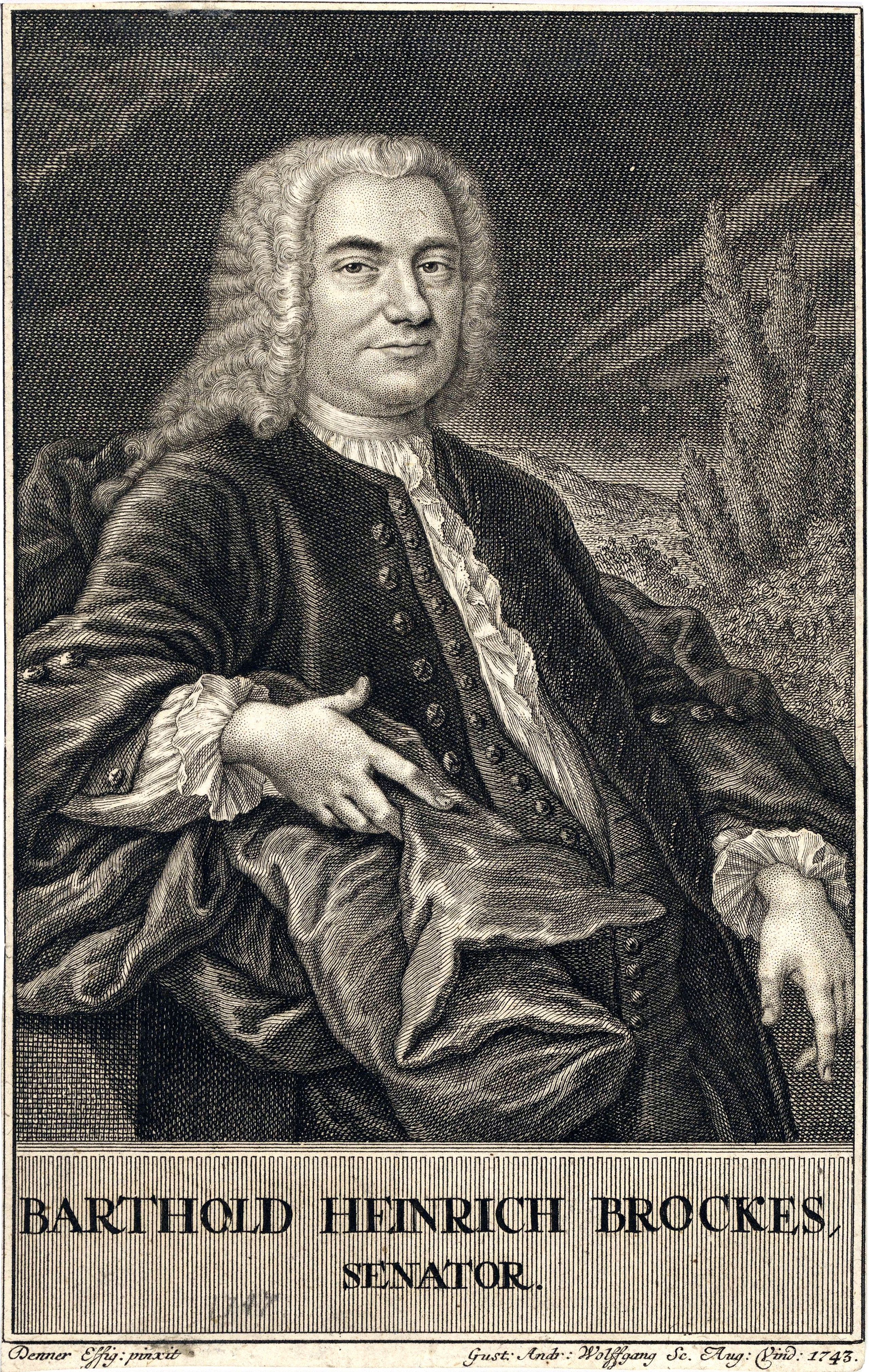
Barthold Brockes († 1747)

- 1747: Barthold Heinrich Brockes, deutscher Schriftsteller und Dichter
- 1748: Arnold Drakenborch, niederländischer klassischer Gelehrter
- 1756: Jakob Jehoschua Falk, Oberrabbiner von Frankfurt am Main und Lemberg sowie Talmudist
- 1759: Placidus Amon, österreichischer Benediktiner und Philologe
- 1759: Johann Christoph von Buseck, Komtur des Deutschen Ordens
- 1761: Antonín Jiránek, tschechischer Komponist
- 1765: Thure Gustav Klinckowström, Kanzler von Schwedisch-Pommern
- 1765: Ludwig, Reichsfürst und Graf von Hohenlohe-Langenburg
- 1767: Franz Joseph Burgener, Landeshauptmann des Wallis
- 1767: Johann Jakob Greif, deutscher lutherischer Theologe und Historiker
- 1769: Johan Pasch, schwedischer Maler
- 1778: Christiane Henriette Sophie von Laßberg, deutsche Adlige, Hofdame und Selbstmörderin
- 1787ː Wilhelmine Dorothee von der Marwitz, Mätresse des Markgrafen Friedrich III. von Brandenburg-Bayreuth und eine einflussreiche Wiener Salonnière
- 1794: Edward Gibbon, britischer Historiker
- 1796: Erich G. Laxmann, finnischer Pastor, Professor der Ökonomie, Naturwissenschaftler und Reisender

### 19. Jahrhundert
- 1806: Nicolas Leblanc, französischer Arzt und Chemiker
- 1809: John Moore, britischer General
- 1810: Jekaterina Romanowna Woronzowa-Daschkowa, bedeutende Persönlichkeit der Aufklärung in Russland
- 1817: Alexander J. Dallas, US-amerikanischer Rechtsanwalt, Politiker, Finanzminister
- 1818: Heinrich Guttenberg, deutscher Kupferstecher
- 1820: Paul Wolfgang Merkel, erster Abgeordneter der Stadt Nürnberg im Bayerischen Landtag
- 1822: Elisabeth Berenberg, deutsche Bankierin
- 1828: Jules Anglès, französischer Politiker
- 1836: Joseph Lagrange, französischer General
- 1840: Christian Ferdinand Siemens, Vater der Gründer der Siemens AG
- 1851: Karl von Müffling genannt Weiß, preußischer Generalfeldmarschall, Militärschriftsteller und Geodät
- 1853: Matteo Carcassi, italienischer Musiker
- 1853: Johann Jakob Sulzer, Schweizer Glockengießer und Unternehmer
- 1855: Julie Mihes, österreichische Malerin und Ordensfrau

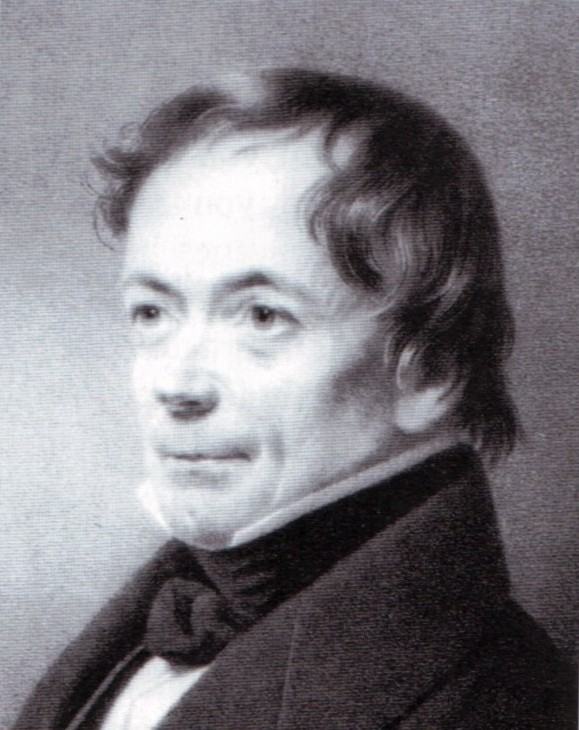
Friedrich Eichhorn († 1856)

- 1856: Friedrich Eichhorn, preußischer Staatsmann, Kultusminister
- 1862: Manuel da Silva Passos, portugiesischer Rechtsanwalt und Politiker
- 1864: Friedrich Jakob Heller, österreichischer Militärhistoriker deutscher Herkunft
- 1868: Friedrich Wilhelm Schoen, deutscher Maler und Lithograf
- 1868: Theodor Schönemann, deutscher Mathematiker
- 1871: Jacques-Louis Randon, französischer General und Staatsmann, Marschall von Frankreich
- 1872: Christian Sartorius, deutscher Theologe, Pädagoge und Schriftsteller
- 1873: Franz von Waldersee, preußischer General der Kavallerie
- 1876: Georg Beer, deutscher Orgelbauer
- 1878: Carl Friedrich Gottlob Foertsch, deutscher Klassischer Philologe und Gymnasiallehrer
- 1882: Karl Schmitz, deutscher Kaufmann und Bürgermeister von Mainz
- 1883: Georg Friedrich Anderegg, Schweizer Industrieller und Politiker
- 1885: Edmond About, französischer Schriftsteller
- 1886: Amilcare Ponchielli, italienischer Komponist und Dirigent
- 1891: Léo Delibes, französischer Komponist
- 1892: Kraft Karl August Prinz zu Hohenlohe-Ingelfingen, preußischer General und Militärschriftsteller
- 1893: Rudolph Speer,  deutscher Architekt und Hochschullehrer
- 1898: Ernesto Bruni, Schweizer Jurist und Politiker
- 1898: Benjamin Butterworth, US-amerikanischer Politiker
- 1899: Charles Chiniquy, kanadischer Priester
- 1899: Josef Mocker, böhmischer Architekt und Restaurator

### 20. Jahrhundert

#### 1901–1950
- 1901: Arnold Böcklin, Schweizer Maler, Zeichner, Graphiker und Bildhauer
- 1901: Hiram Rhodes Revels, US-amerikanischer Politiker, Geistlicher
- 1910: Martial Caillebotte, französischer Komponist, Pianist, Philatelist und Fotograf
- 1911: Wilhelm Berger, deutscher Komponist, Pianist und Dirigent

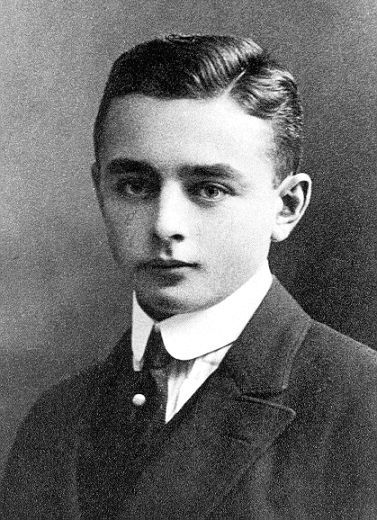
Georg Heym († 1912)

- 1912: Georg Heym, deutscher Schriftsteller, Lyriker des frühen literarischen Expressionismus
- 1913: Gottfried Friedrich Aly, deutscher Altphilologe und Schulpolitiker
- 1913: Edwin Le Roy Antony, US-amerikanischer Politiker
- 1917: George Dewey, US-amerikanischer Admiral
- 1918: Hyacinth Holland, deutscher Kunst- und Literaturhistoriker
- 1918: Ethel Sargant, britische Botanikerin
- 1918: Luis Weiler, deutscher Eisenbahn-Bauingenieur
- 1919: William Henry Andrews, US-amerikanischer Politiker
- 1919: Alexander Bernewitz, deutsch-baltischer Propst und evangelischer Märtyrer
- 1919: Jaroslav Jeremiáš, tschechischer Komponist
- 1920: Reginald De Koven, US-amerikanischer Komponist
- 1924: Carl Zaar, deutscher Architekt
- 1929: Josef Deitmer, deutscher katholischer Theologe, Weihbischof von Breslau mit Sitz in Berlin
- 1930: Johannes Gillhoff, deutscher Schriftsteller
- 1935: Ma Barker, US-amerikanische „Bandenmutter“ während der „Staatsfeinde“-Ära (Barker-Karpis-Bande)
- 1935: Franklin S. Billings, US-amerikanischer Politiker, Gouverneur des Bundesstaates Vermont
- 1935: Carl Leid, deutscher Politiker
- 1935: Wilhelm Schulze, deutscher Altphilologe und Indogermanist
- 1935: Richard Wetz, deutscher Komponist und Musikpädagoge
- 1936: Oskar Barnack, deutscher Feinmechaniker
- 1936: Peter Bares, deutscher Komponist und Orgelreformer
- 1936: Harry Steier, deutscher Opernsänger (Tenor)
- 1942: Arthur, 1. Duke of Connaught and Strathearn, Mitglied der britischen Königsfamilie
- 1942: Carole Lombard, US-amerikanische Schauspielerin
- 1943: Maximilian Arnold, deutscher Politiker
- 1943: Jane Avril, französische Tänzerin
- 1943: Hans Bischoff, deutscher Kinderarzt und Hochschullehrer
- 1943: Hans Wirz, deutsch-schweizerischer Journalist und sozialdemokratischer Politiker
- 1949: Mike Connors, australischer Schauspieler und Theaterleiter
- 1949: Gabriel Hatton, französischer Automobilrennfahrer
- 1949: Hermann Levy, deutscher Ökonom
- 1950: Gustav Krupp von Bohlen und Halbach, deutscher Diplomat, Jurist und Manager der Krupp AG

#### 1951–2000
- 1951: Julius Bamberger, Kaufhausbesitzer in Bremen
- 1955: Alexander Cartellieri, deutscher Historiker
- 1957: Arturo Toscanini, italienischer Dirigent
- 1961: Gustav Klingelhöfer, deutscher Politiker, MdL, MdB
- 1961: János Viski, ungarischer Komponist
- 1962: Frank Hurley, eigentlich James Francis Hurley, US-amerikanischer Fotograf und Kameramann
- 1962: Ivan Meštrović, kroatischer Bildhauer und Professor der Bildhauerei
- 1963: Gilardo Gilardi, argentinischer Komponist und Musikpädagoge
- 1963: Ike Quebec, US-amerikanischer Jazz-Tenorsaxophonist und Musikproduzent
- 1963: Corb Denneny, kanadischer Eishockeyspieler
- 1964: Noro Morales, puerto-ricanischer Mambo- und Rumbamusiker

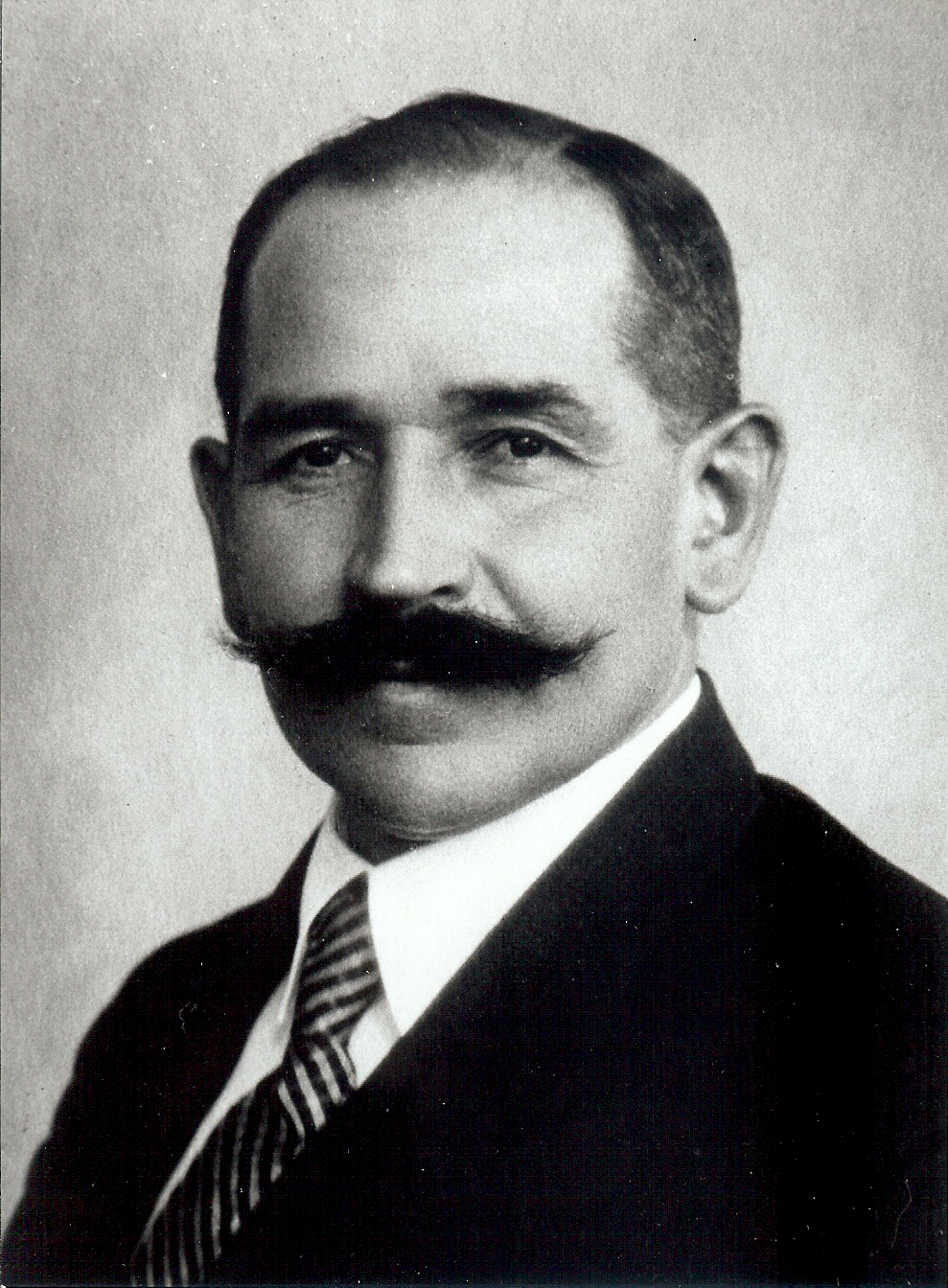
Albert Amann († 1965)

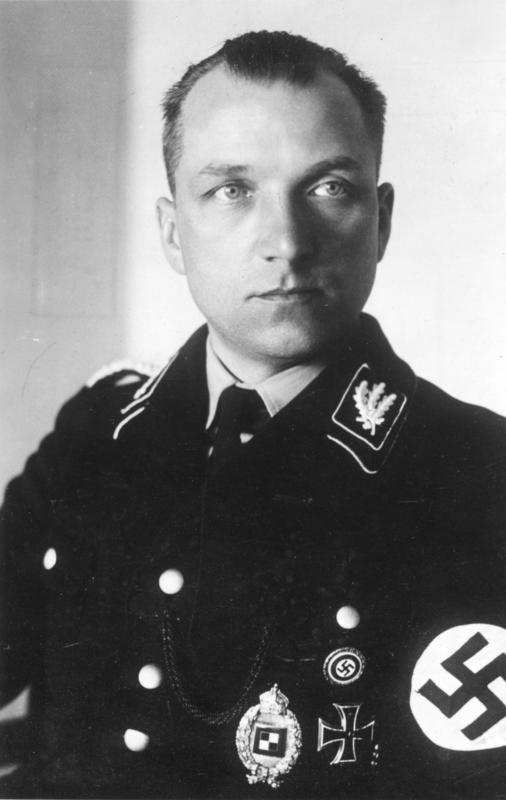
August Heißmeyer († 1979)

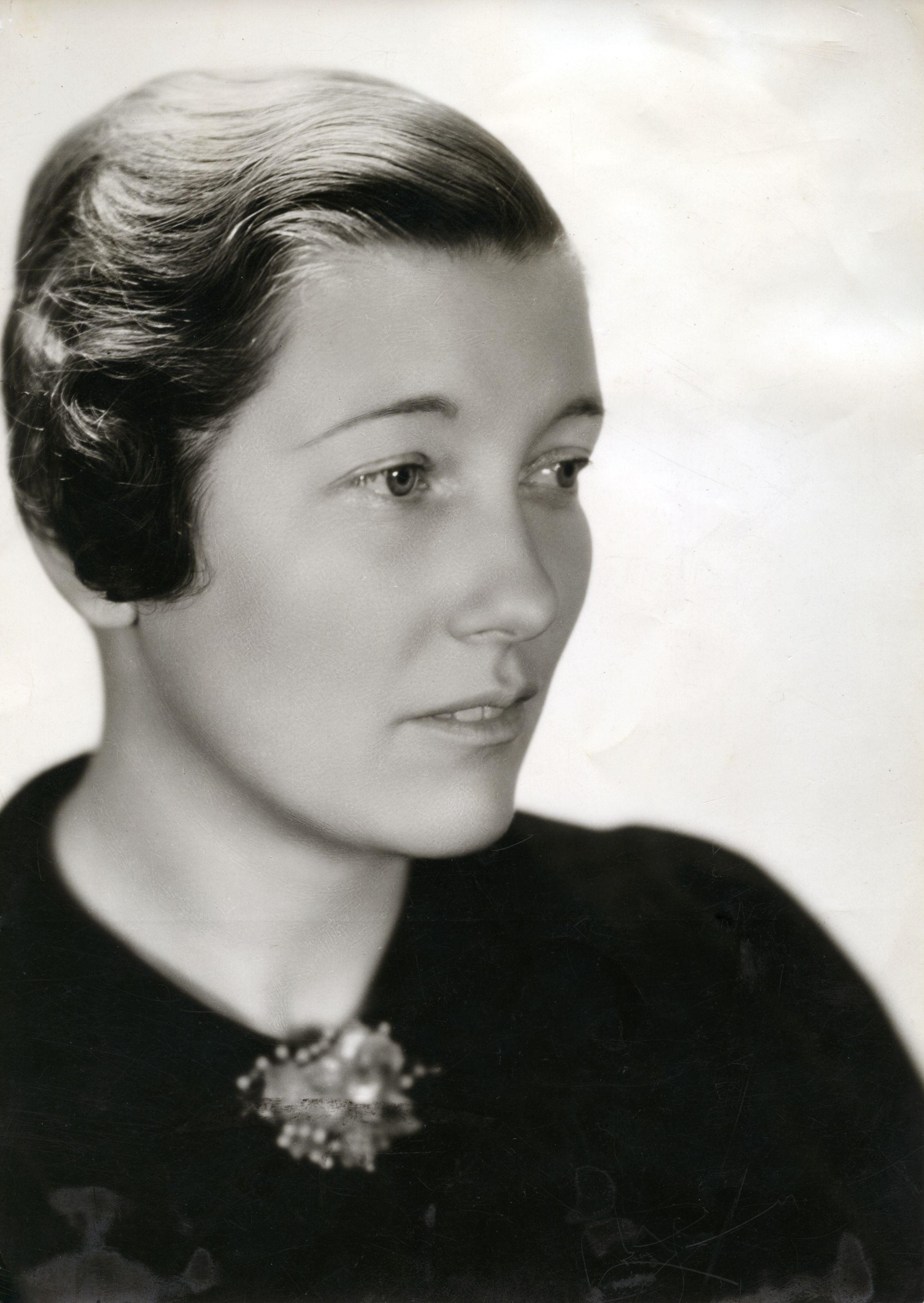
Willemijn Posthumus-van der Goot († 1989)

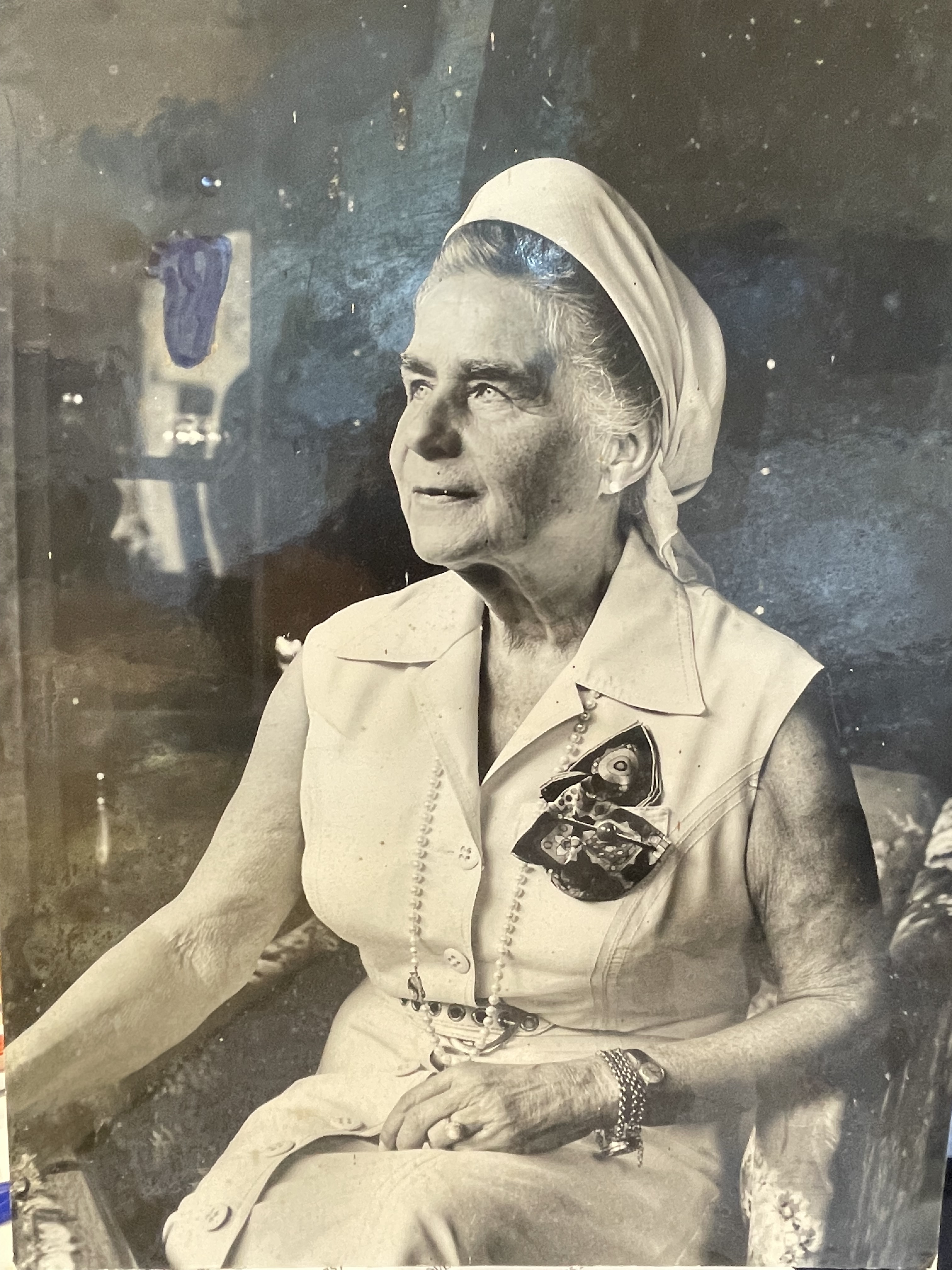
Wisa von Westphalen († 1993)

- 1965: Albert Amann, badischer Politiker
- 1966: Margarete Susman, deutsche Philosophin, Journalistin und Poetin
- 1967: Albert Schumburg, deutscher Schwimmer und Wasserballspieler
- 1967: Robert Jemison Van de Graaff, US-amerikanischer Physiker
- 1969: Rudolf Martin Argus, deutscher Politiker
- 1969: Jules Jacob, kanadischer Sänger (Tenor)
- 1971: Fritz Eichler, österreichischer Archäologe
- 1971: Max Suhrbier, deutscher Politiker, stellvertretender Finanzminister und stellvertretender Ministerpräsident der DDR
- 1971: Philippe Thys, belgischer Radrennfahrer
- 1972: Teller Ammons, US-amerikanischer Politiker
- 1972: Ross Bagdasarian, US-amerikanischer Sänger und Songschreiber
- 1973: Monique de la Bruchollerie, französische Pianistin
- 1973: Clara Ward, US-amerikanische Gospel-Sängerin
- 1974: Johnny Barfield, US-amerikanischer Old-Time- und Country-Musiker
- 1975: Frank Hanson, kanadischer Musikpädagoge und Komponist
- 1977: Ernest Alvin Archia Jr., US-amerikanischer Tenorsaxophonist
- 1977: Anna Klöcker, deutsche Politikerin und MdL
- 1977: Leif Panduro, dänischer Schriftsteller und Zahnarzt
- 1978: Paul Bode, deutscher Architekt
- 1978: Ilse Decho, deutsche Glas- und Porzellangestalterin
- 1979: Peter Butterworth, britischer Schauspieler und Komiker
- 1979: August Heißmeyer, deutscher SS-General und Kriegsverbrecher
- 1979: György Lehoczky, ungarisch-deutscher Architekt und Kirchenfenstermaler
- 1980: Max W. Kimmich, deutscher Regisseur und Drehbuchautor
- 1980: Louise Rosenbaum, US-amerikanische Mathematikerin und Hochschullehrerin
- 1981: Gordon Delamont, kanadischer Komponist, Trompeter und Musikpädagoge
- 1981: Bernard Lee, britischer Schauspieler
- 1983: Carlos Bonnet, venezolanischer Komponist und Dirigent
- 1983: Fritz Neumeyer, deutscher Cembalist, Pianist, Musikwissenschaftler und Komponist
- 1984: Kenneth Arnold, US-amerikanischer Pilot und Geschäftsmann
- 1985: Ruth Orkin, US-amerikanische Photographin und Filmemacherin
- 1986: Eugen Ray, deutscher Leichtathlet
- 1986: Stjepan Šulek, kroatischer Komponist und Dirigent
- 1988: Andrija Artuković, kroatischer Politiker
- 1989: Josef Friedrich Doppelbauer, österreichischer Komponist, Organist und Chorleiter
- 1989: Karl Pouva, deutscher Unternehmensgründer (Karl Pouva KG), Hersteller von Kameras und Projektoren
- 1989: Willemijn Posthumus-van der Goot, niederländische Autorin und Feministin
- 1990: Alfred Maleta, österreichischer Politiker, Nationalratspräsident
- 1991: Heinz Rein, deutscher Schriftsteller
- 1993: Wisa von Westphalen, deutsche Kunstmalerin
- 1994: Franz Mixa, österreichischer Komponist, Dirigent und Musikpädagoge
- 1995: Hans-Jürgen Nierentz, deutscher Schriftsteller und Fernsehintendant
- 1997: Romano Amerio, italienischer Theologe
- 1997: Juan Landázuri Ricketts, peruanischer Priester, Erzbischof von Lima und Kardinal
- 1998: Gajane Tschebotarjan, armenische Komponistin, Musikwissenschaftlerin und Pädagogin
- 1998: Ludwig Waldleitner, deutscher Filmproduzent
- 1998: Hermann Wedekind, deutscher Intendant
- 1999: John Einar Åberg, schwedischer Schriftsteller und Drehbuchautor
- 2000: Wolf Ackva, deutscher Schauspieler, Opernsänger, Regisseur und Theaterintendant
- 2000: Gene Harris, US-amerikanischer Jazzpianist

### 21. Jahrhundert
- 2001: Laurent-Désiré Kabila, kongolesischer Staatspräsident
- 2002: Hilde Adolf, deutsche Politikerin, MdL und Senatorin
- 2002: Robert Hanbury Brown, britischer Physiker und Radioastronom
- 2003: Henryk Czyż, polnischer Komponist, Dirigent und Musikpädagoge
- 2003: Hans Pietsch, deutscher Go-Spieler

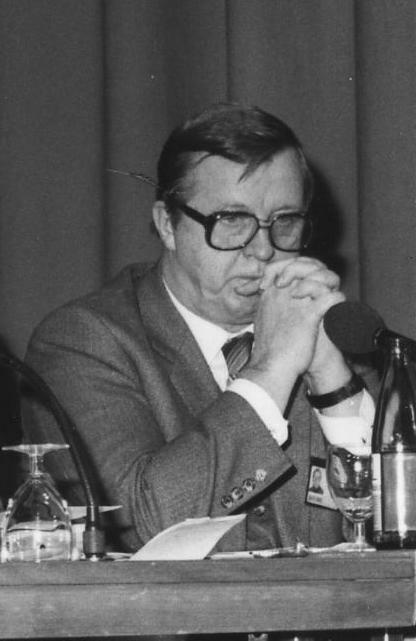
Kalevi Sorsa († 2004)

- 2004: Kalevi Sorsa, finnischer Staatsmann und Premierminister
- 2005: Charlie Bell, australischer Präsident und geschäftsführender Vorstand von McDonald's
- 2005: Agustín González, spanischer Schauspieler
- 2005: Klaus Jepsen, deutscher Schauspieler und Synchronsprecher
- 2006: Hans-Dieter Bücken, deutscher Wasserbauingenieur, Verwaltungsbeamter und Behördenleiter
- 2007: Karl Otto Hondrich, deutscher Soziologe
- 2007: Rudolf-August Oetker, deutscher Unternehmer in der Nahrungsmittelindustrie und Reeder
- 2007: Yuri Stern, israelischer Politiker
- 2007: Gisela Uhlen, deutsche Film- und Fernsehschauspielerin

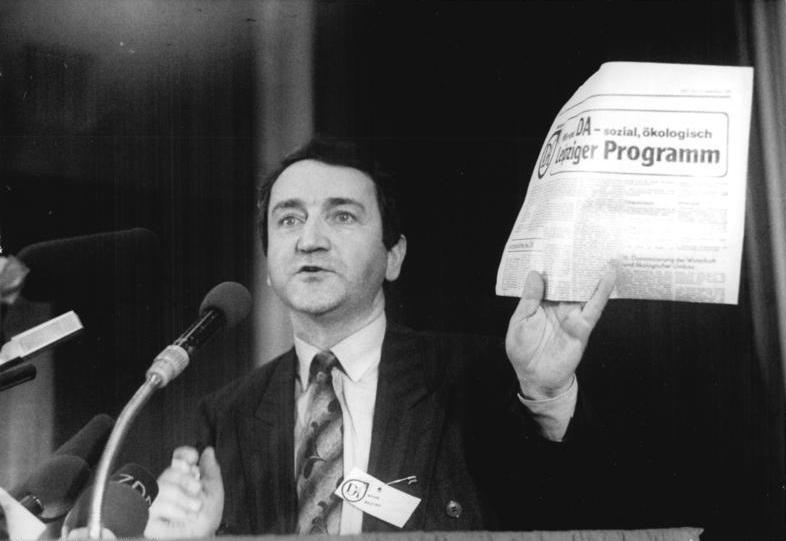
Wolfgang Schnur († 2016)

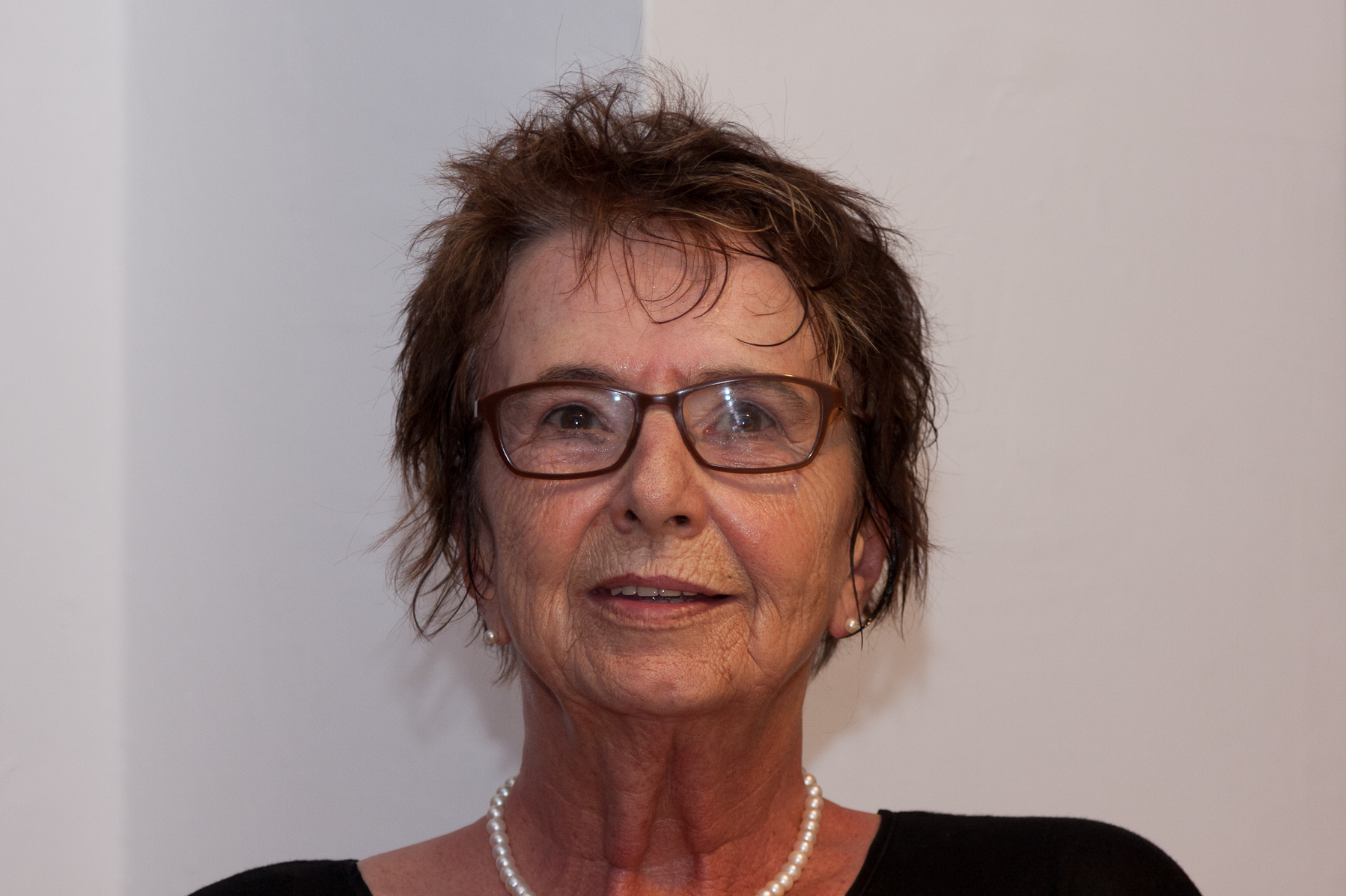
Mirjam Pressler († 2019)

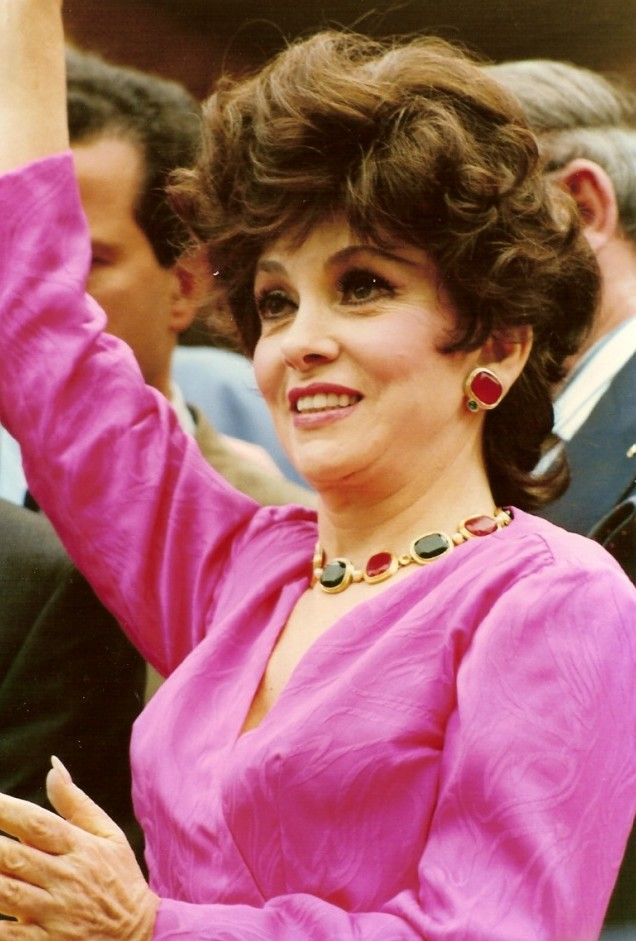
Gina Lollobrigida († 2023)

- 2008: Jorge de Bagration, spanischer Automobilrennfahrer
- 2009: Georg Lentz, deutscher Verleger und Schriftsteller
- 2009: John Mortimer, britischer Anwalt und Schriftsteller
- 2009: Eugenio Saini, italienischer Endurosportler
- 2009: Andrew Wyeth, US-amerikanischer Maler
- 2010: Carl Smith, US-amerikanischer Countrysänger
- 2011: Miguel Ángel Álvarez, puerto-ricanischer Schauspieler und Regisseur
- 2011: Julian Asquith, 2. Earl of Oxford and Asquith, britischer Diplomat und Kolonialadministrator
- 2012: Gustav Leonhardt, niederländischer Dirigent, Cembalist und Organist
- 2014: Roger Lloyd-Pack, britischer Schauspieler
- 2016: Jean-Noël Rey, Schweizer Manager und Politiker
- 2016: Wolfgang Schnur, deutscher Jurist und Politiker
- 2017: Eugene Cernan, US-amerikanischer Astronaut
- 2017: Franz Jarnach, deutscher Musiker und Schauspieler
- 2017: Hans Ziegler, deutscher Fußballspieler und Leichtathlet
- 2018: Bradford Dillman, US-amerikanischer Schauspieler
- 2018: Peter Groeger, deutscher Schauspieler und Regisseur
- 2018: Dave Holland, britischer Schlagzeuger (Judas Priest)
- 2018: Oliver Ivanović, kosovo-serbischer Politiker
- 2018: Willi Melliger, Schweizer Springreiter
- 2019: Spartaco Dini, italienischer Automobilrennfahrer
- 2019: Mirjam Pressler, deutsche Schriftstellerin und Übersetzerin
- 2020: Christopher Tolkien, britischer Mediävist und Autor
- 2020: Barry Tuckwell, australischer Hornist und Dirigent
- 2021: Phil Spector, US-amerikanischer Musikproduzent
- 2022: Sten Elliot, schwedischer Segler
- 2022: Ibrahim Boubacar Keïta, malischer Politiker und Staatspräsident von Mali
- 2023: Gina Lollobrigida, italienische Schauspielerin
- 2024: Kay Bernstein, deutscher Fußballfunktionär
- 2024: Peter Schickele (P. D. Q. Bach), US-amerikanischer Komponist
- 2025ː Geneviève Callerot, französische Landwirtin und Schriftstellerin, Mitglied der Ehrenlegion
- 2025ː Joan Plowright, britische Schauspielerin

## Feier- und Gedenktage
- Kirchliche Gedenktage
  - Georg Spalatin, deutscher Superintendent und Reformator (evangelisch)
- Namenstage
  - Marcellus

Weitere Einträge enthält die Liste von Gedenk- und Aktionstagen.